# Johan Cruijff

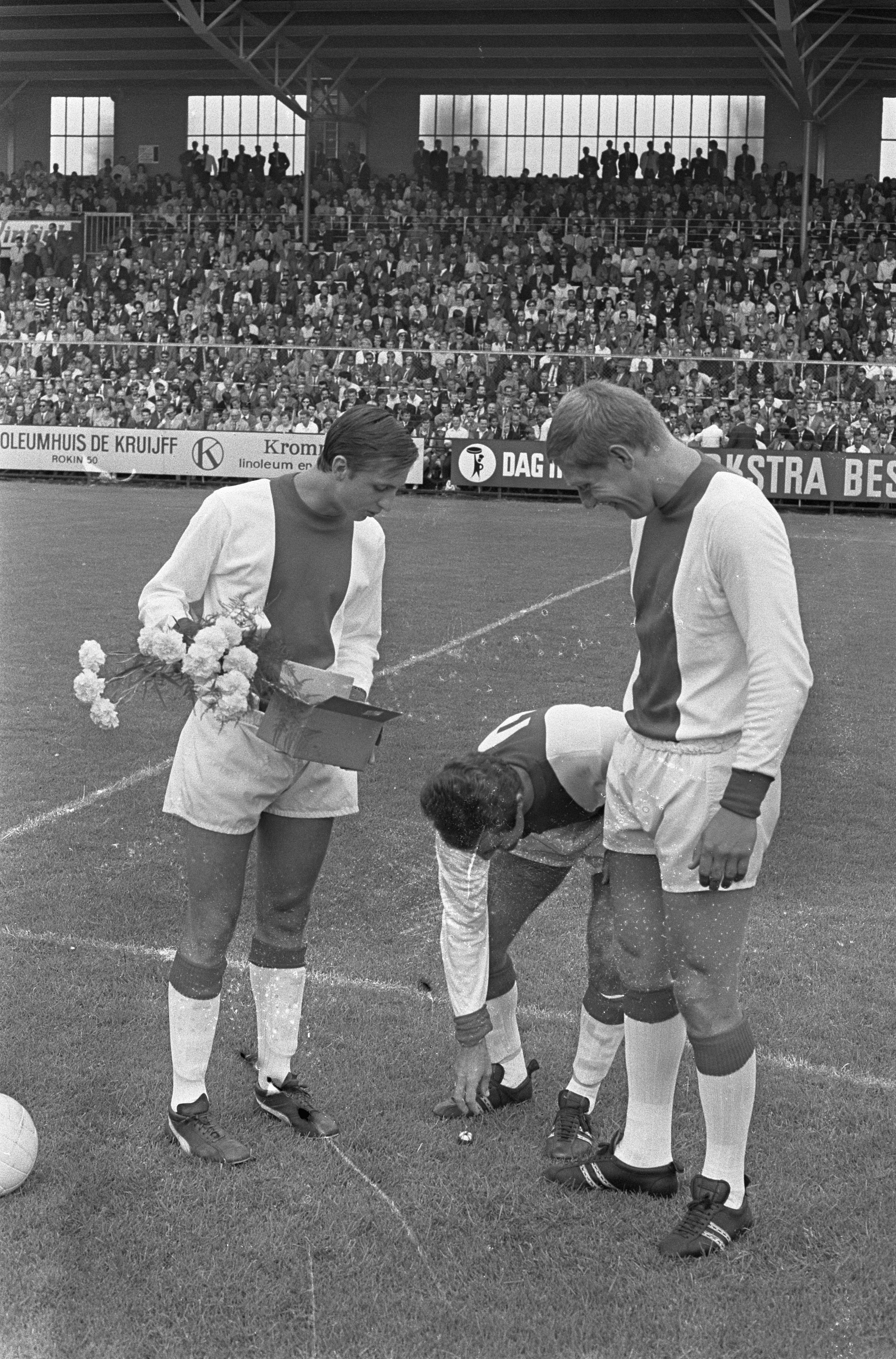
Johan Cruijff gehuldigd als voetballer van het jaar op 6 augustus 1967

Hendrik Johannes (Johan) Cruijff (Amsterdam, 25 april 1947 – Barcelona, 24 maart 2016) was een Nederlands profvoetballer en voetbaltrainer.
Cruijff wordt wereldwijd erkend als een van de beste voetballers aller tijden. In 1999 werd hij door de IFFHS verkozen tot Europees voetballer van de twintigste eeuw. Bij de IFFHS-verkiezing van Wereldvoetballer van de twintigste eeuw eindigde hij als tweede achter Pelé. De voormalige aanvaller en spelverdeler werd met name geroemd vanwege zijn techniek, startsnelheid, handelingssnelheid en spelinzicht. Driemaal werd hij verkozen tot Europees voetballer van het jaar en ook won hij drie keer de Europacup I. Dit laatste deed Cruijff met Ajax, waar hij gold als de leider en ster van het elftal. In 1974 bereikte Cruijff als aanvoerder van het Nederlands elftal de finale van het WK, waarin met 2-1 werd verloren van West-Duitsland.
Na een twintigjarige carrière als voetballer, waarin hij als prof voor clubs in Nederland, Spanje en de Verenigde Staten speelde, legde Cruijff zich in 1985 toe op het trainerschap. Zonder de benodigde diploma's werd de oud-speler trainer bij Ajax en met de Amsterdammers won hij twee KNVB Bekers en de Europacup II. Nadat Cruijff begin 1988 ontslag nam bij Ajax, werd hij trainer bij zijn voormalige werkgever FC Barcelona. Daar formeerde hij een elftal dat de geschiedenisboeken inging als het Dream Team. Hoogtepunt tijdens zijn verblijf bij FC Barcelona was de winst van de Europacup I in 1992. Daarmee werd Cruijff de derde voetballer in de geschiedenis die dit toernooi als speler én als trainer won, na Miguel Muñoz en Giovanni Trapattoni. In 1989 werd met FC Barcelona reeds de Europacup II en in 1992 ook nog eens de Europese Supercup gewonnen. Na zijn ontslag in 1996 beëindigde Cruijff zijn trainerscarrière, maar bleef hij invloedrijk bij zowel Ajax als FC Barcelona. Hij richtte diverse maatschappelijk betrokken instellingen op, die zich met name richten op jongeren en sport. Daarnaast bleef hij bij het voetbal betrokken, onder andere als analyticus, ambassadeur, adviseur en columnist. In 2009 besloot Cruijff het trainerschap opnieuw op te pakken toen hij werd benaderd voor het bondscoachschap van Catalonië. Deze functie vervulde hij tot en met 2013. Daarnaast had Cruijff van juni 2011 tot april 2012 zitting in de raad van commissarissen van Ajax.

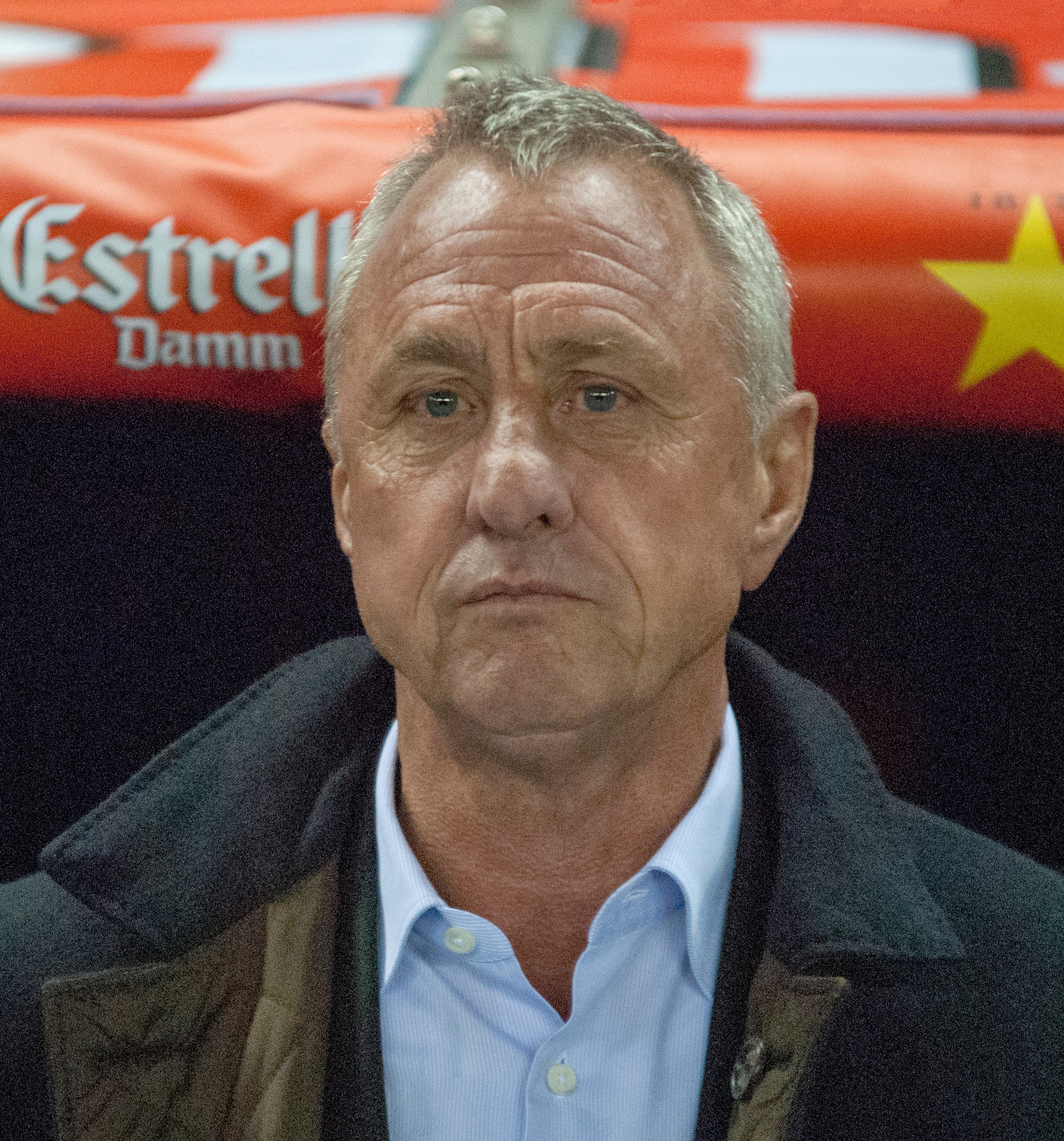
Johan Cruijff in Catalonië (2013)

## Privéleven

### Jeugd
Johan Cruijff werd op vrijdag 25 april 1947 geboren in het Burgerziekenhuis in de Linnaeusstraat te Amsterdam. Hij was de tweede zoon van Hermanus Cornelis Cruijff en Petronella Bernarda Draaijer, die hem vernoemden naar de opa van moeders kant: Hendrik Johannes Draaijer. Johan, die door zijn moeder 'Jopie' werd genoemd, groeide op in de Akkerstraat in de wijk Betondorp, op een steenworp afstand van het toenmalige Ajax-stadion De Meer. Vader Manus en moeder Nel kwamen beiden uit de Jordaan. Na de oorlog waren ze in een woonwinkelpand een groentezaak begonnen, genaamd Cruijffs Aardappelenhandel. Nel werkte op vrijwillige basis ook af en toe als hulp in de kantine van het Ajax-stadion.
Samen met zijn tweeënhalf jaar oudere broer Henny voetbalde 'Jopie' veel op straat. Later speelden ze ook samen in de jeugd van Ajax. In dezelfde periode speelden ze ook zes seizoenen bij de honkbal-tak van Ajax.

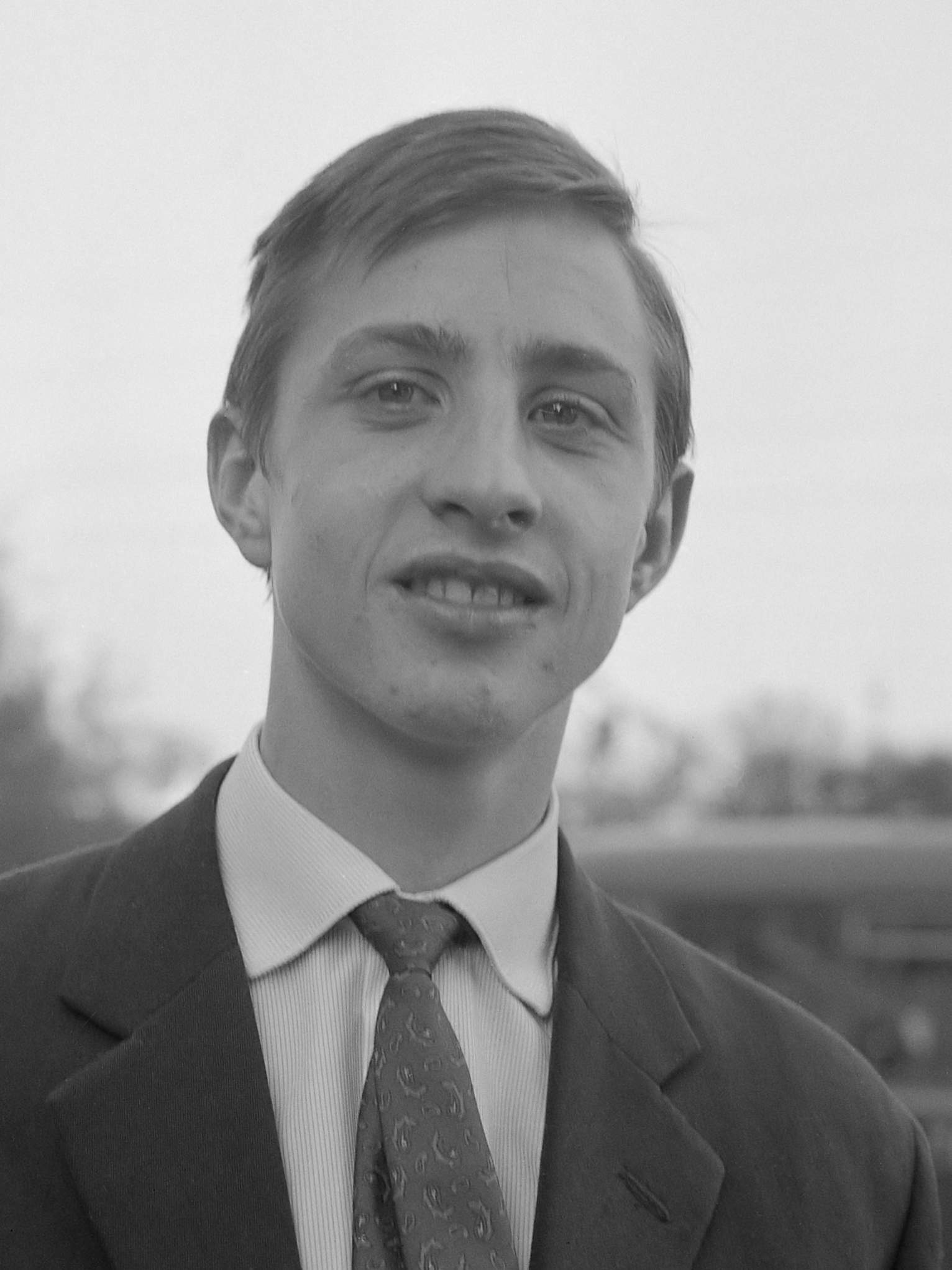
Johan Cruijff in 1965

Toen Johan twaalf jaar oud was verhuisde het gezin naar een benedenwoning in de Weidestraat. Op de avond van 8 juli 1959, terwijl 'Jopie' Cruijff afscheid nam van de Groen van Prinstererschool aan de Zaaiersweg, overleed zijn vader, 45 jaar oud, aan de gevolgen van een hartaanval. Het overlijden van zijn vader was het grote drama uit Johans leven. Nog jarenlang zou hij denkbeeldige gesprekken met hem voeren. Nel kon de groentezaak niet in haar eentje voortzetten en daarom werd de winkel gesloten. Nel was op dat moment enig kostwinner van het gezin en ging als huishoudster bij Ajax-trainer Vic Buckingham werken. Ajax bood het gezin Cruijff ook uitkomst door Nel voortaan te betalen voor de werkzaamheden bij de club. Enkele jaren later hertrouwde ze.
Na de lagere school ging Johan vanaf september 1959 naar de Frankendaal-Ulo. Tussen de middag at hij geregeld bij zijn moeder en het gezin Buckingham. Hier maakte hij voor het eerst kennis met de Engelse taal. De school werd geen succes. Johan bleef tweemaal zitten en verliet na enkele jaren de Ulo zonder diploma. Via Ajax kreeg hij een baantje als winkelbediende bij Perry van der Kar aan de Ceintuurbaan. Na Johans huwelijk, in 1968, verwaterde het contact met zijn broer. Na de dood van hun moeder, in december 2007, hadden zij geen contact meer.

### Gezin

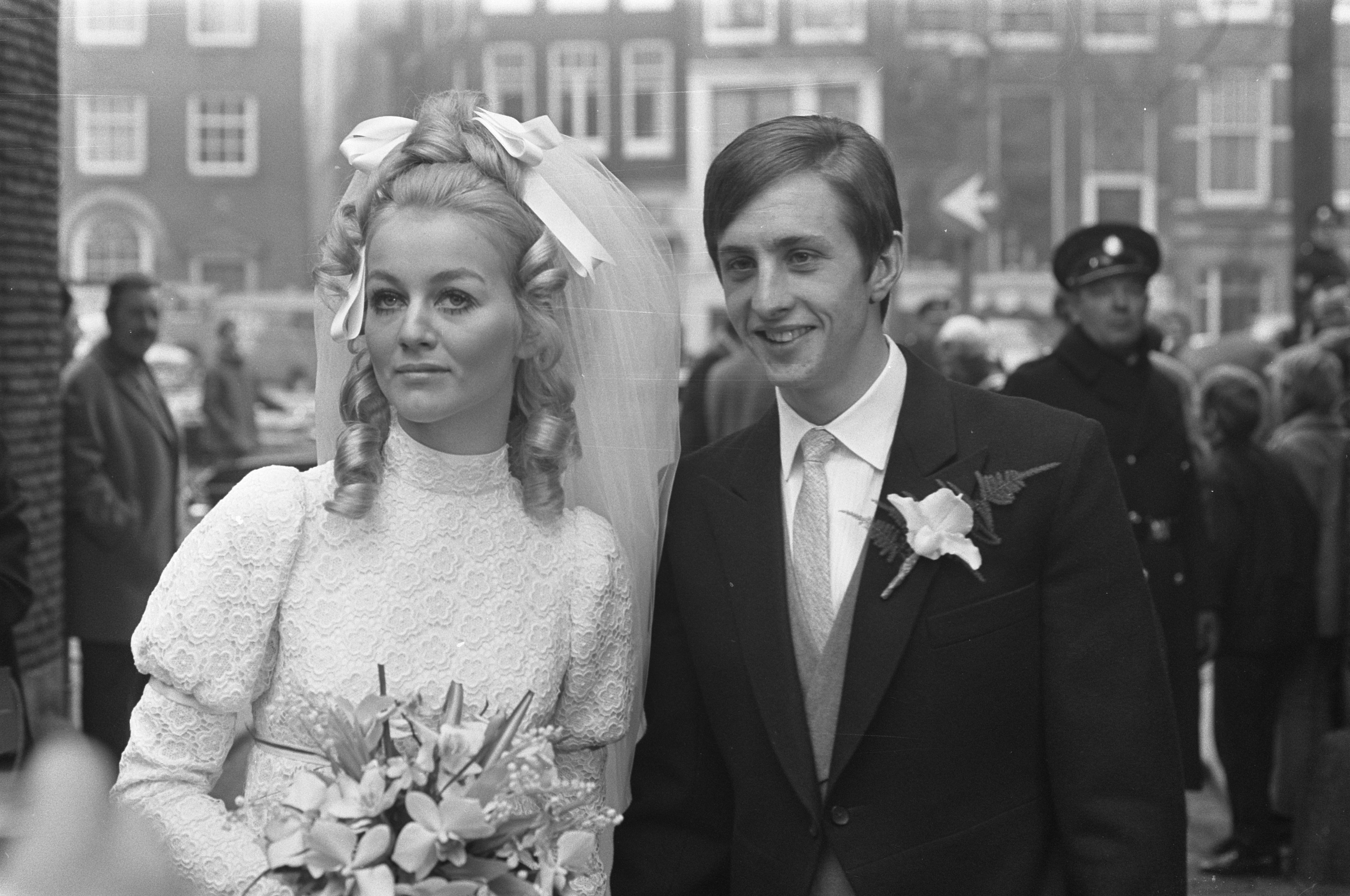
Johan Cruijff en Danny Coster op hun huwelijksdag, 2 december 1968

Op de bruiloft van teamgenoot Piet Keizer, op 13 juni 1967, ontmoette Cruijff zijn toekomstige vrouw Danny Coster. Ze kregen verkering en op 2 december 1968 traden ze in het huwelijk. Ze gingen in Vinkeveen wonen en kregen drie kinderen: Chantal (16 november 1970), Susila (26 januari 1972) en Jordi (9 februari 1974).

### Golf
Tijdens een Dutch Open in het midden van de jaren zeventig maakte Cruijff voor het eerst kennis met de golfsport. Nadien was hij geregeld te vinden op diverse golfbanen. Traditiegetrouw nam hij samen met Maarten Lafeber jaarlijks deel aan grote golftoernooien, zoals het Alfred Dunhill Links Championship in Schotland of het KLM Open. Volgens de registratie van de NGF, op basis waarvan Golf Weekly in 2006 de resultaten van een aantal bekende voetballers publiceerde, had Cruijff in dat jaar een handicap van 35,3.

### Roken en gezondheidsklachten
Op 26 januari 1991 kreeg Cruijff tijdens een wandeling met zijn vrouw Danny last van zijn hart. In het ziekenhuis onderging hij toen met spoed een bypassoperatie vanwege de diagnose aderverkalking. Naast twee maanden rust kreeg de toenmalige FC Barcelona-trainer van de dokters ook het advies om met roken te stoppen. Tijdens zijn actieve carrière had Cruijff zich op het gebied van eten en drinken altijd als een voorbeeldig professional gedragen, maar de verleiding van het roken kon hij niet weerstaan. Hij steunde "minder ongezonde sigaretten", de opkomende filtersigaretten, via deelname aan reclame voor Roxy Dual filtersigaretten. Soms rookte hij tachtig sigaretten per dag. De Wasem, een bijnaam die de Bild-Zeitung hem ooit heeft gegeven, besloot het advies van de dokters op te volgen en verleende zijn medewerking aan een reclamespotje waarin roken wordt ontmoedigd. Nadat hij stopte met roken verruilde Cruijff zijn sigaret voor een Chupa Chups-lolly, waar hij in de dug-out regelmatig op zat te zuigen. In het voetbalminnende Catalonië verdubbelde de verkoop van deze lolly in 1991.
In oktober 2015 werd bij Cruijff longkanker vastgesteld. Een maand voor zijn overlijden uitte Cruijff zich in een schriftelijke verklaring nog positief over zijn vooruitzichten de ziekte te overwinnen: 'Ik heb het gevoel dat ik met 2-0 voorsta in de eerste helft van een wedstrijd die nog niet is afgelopen. Ik weet zeker dat ik uiteindelijk zal winnen'. Op 2 maart 2016 zocht hij nog Formule 1-rijder Max Verstappen op op het circuit in Barcelona. Een week later bezocht hij zijn zoon Jordi in Tel Aviv. Hij overleed aan zijn ziekte op 24 maart 2016 in Hospital Sant Pau in zijn woonplaats Barcelona. Zijn dood kwam voor de buitenwereld nogal onverwacht, maar in een kleine kring was bekend dat hij uitzaaiingen had.

### Na zijn overlijden
Voetbalclub FC Barcelona roemde Cruijff op de dag van zijn overlijden in een in memoriam dat door de voorzitter en liefst zeven oud-voorzitters ondertekend werd. De club kondigde tot 2 april een periode van rouw af. Op de avond van zijn dood speelden Feyenoord en Sparta met rouwbanden om. Bij het huis in Betondorp waar hij de eerste twaalf jaar van zijn leven woonde, werden bloemen neergelegd. Hij werd de volgende dag in besloten kring gecremeerd. Dezelfde dag werd bij de oefeninterland tussen Nederland en Frankrijk in Amsterdam de wedstrijd na veertien minuten een minuut lang stilgelegd en werd er een minuut lang voor Cruijff geapplaudisseerd. Op 26 maart werden in De Telegraaf drie pagina's met overlijdensadvertenties gewijd aan Cruijff. Onder meer de oud-voetballers en coaches Marco van Basten en Frank Rijkaard plaatsten ieder een advertentie, alsook diverse bedrijven en organisaties. Drie dagen later werd bij de vriendschappelijke wedstrijd tussen Engeland en Nederland op Wembley conform afspraak in de veertiende minuut door de toeschouwers een minuut lang voor Cruijff geklapt. Het spel werd daarbij niet onderbroken. Op het stadionscherm verscheen gedurende die minuut een afbeelding van Cruijff.
Direct na het overlijden van Cruijff gingen er stemmen op om de Amsterdam ArenA als eerbetoon naar hem te vernoemen. In april 2017 werd een intentieverklaring getekend om te komen tot een officiële naamswijziging naar de Johan Cruijff ArenA. FC Barcelona vernoemde het nieuwe tweede stadion (Estadi Johan Cruyff) op het jeugdcomplex naar Cruijff. Daarnaast zou de voetballer een standbeeld krijgen voor Camp Nou. In De Watergraafsmeer verscheen in 2017 een metershoge muurschildering.
De Gemeente Amsterdam heeft in 2018 besloten het Stadionplein om te dopen tot het Johan Cruijffplein. Vlak voordat de wijziging zou worden doorgevoerd, werd bekendgemaakt dat de naamswijziging van de baan is. Uit onderzoek over de aanloop naar de beslissing bleek het advies van stadsdeel Zuid gebaseerd te zijn op onjuiste informatie, en een negatief advies van de Commissie Naamgeving Openbare Ruimte (CNOR) had het stadsbestuur niet bereikt. Overigens kent Amsterdam al sinds 2005 de Johan Cruijffbrug. In 2021 volgde het Gedenkteken Johan Cruijff van Steffen Maas in Betondorp. Na de mislukte naamswijziging van het Stadionplein, besloot de gemeente Amsterdam in 2020 om de Arena Boulevard in Zuidoost als Johan Cruijff Boulevard te herbenoemen.

### Niet-geautoriseerde postume biografie
In november 2019 verscheen het door Auke Kok geschreven Johan Cruijff, de biografie waarin een ontluisterend beeld werd geschetst over zijn persoonlijk leven. In een uitzending van het tv-programma De Wereld Draait Door naar aanleiding van de publicatie beweerde Kok dat Cruijff een "notoire vreemdganger" zou zijn geweest en ook dat hij tijdens zijn leven op jaarbasis een bedrag van 1 miljoen euro zou hebben ontvangen van de Johan Cruyff Foundation.
In kort geding werd Kok veroordeeld om de gewraakte passage te rectificeren. Hij ging niet in hoger beroep, maar zocht de kwestie beter uit. In maart 2021 kwam hij met een heruitgave van de biografie, met een heel hoofdstuk over de zaak. Hij stelde nu, dat Cruijff vanaf 1998 jaarlijks ongeveer een miljoen kreeg uit een geheime deal van zijn schoonvader en zaakwaarnemer Cor Coster met de Sponsorloterij en Terre des hommes. De Cruyff Foundation stond daar echter buiten.

## Clubcarrière

### AFC Ajax

#### Naar de Europese top
Vanaf zijn zesde jaar trainde Cruijff al bij Ajax mee. Pas op zijn tiende verjaardag kon hij officieel lid van Ajax worden. Op 25 april 1957 ontving hij een brief waarin stond dat hij als lid werd aangenomen. Jeugdtrainer Jany van der Veen had hem al regelmatig in Betondorp zien spelen en vond hem goed genoeg om direct Ajacied te worden, hij hoefde geen proefwedstrijd te spelen. In de jaren 1957-1963 doorliep hij de jeugdopleiding. In het seizoen 1962/63 werd hij met het hoogste jeugdteam van Ajax kampioen. Niet veel later tekende Cruijff zijn eerste profcontract. Dit bond hem voor vier jaar aan de Amsterdammers. Zijn salaris bedroeg 15.000 gulden per jaar plus premies. Daarmee werd hij na zijn teamgenoot Piet Keizer de tweede fullprof van Nederland.

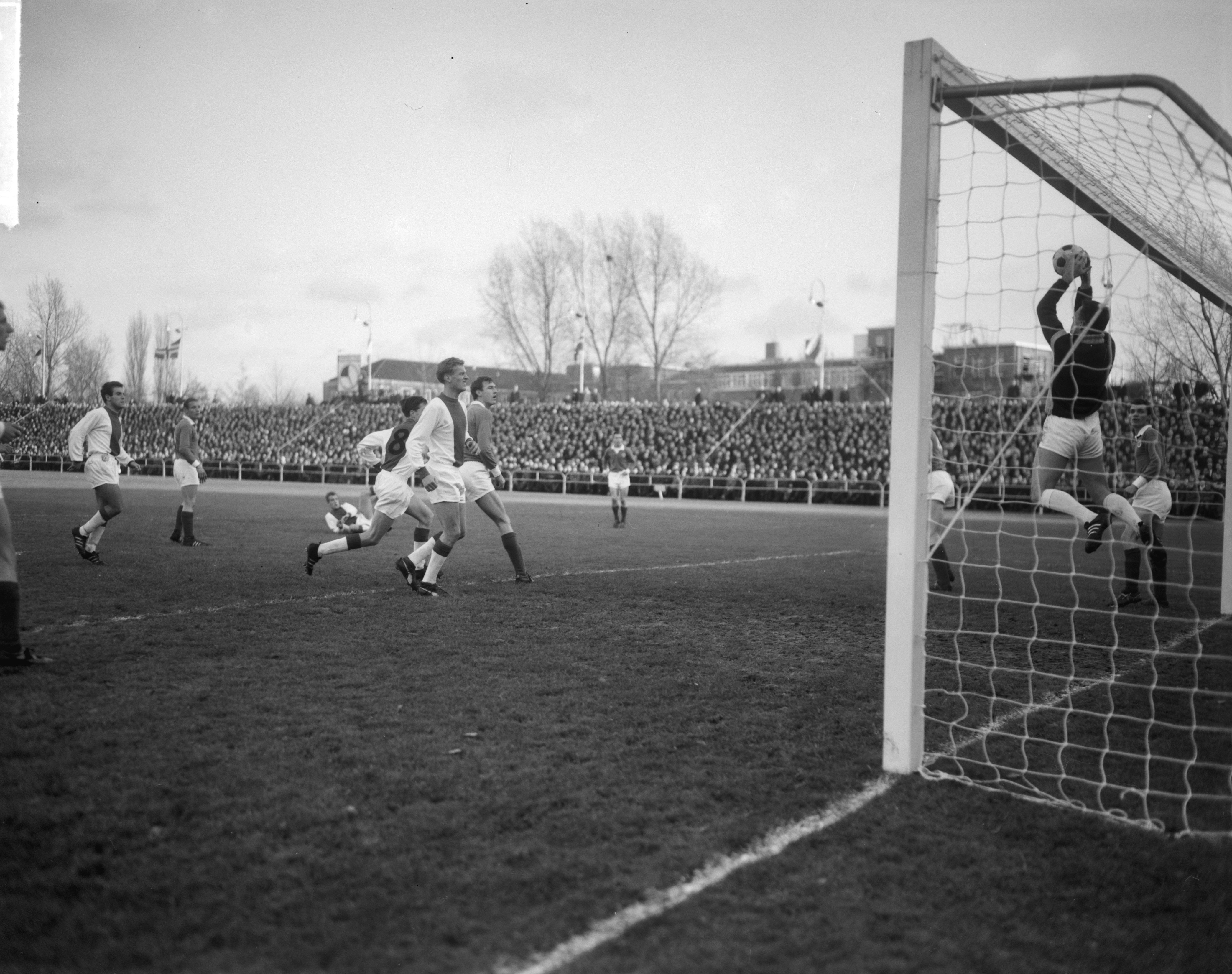
Johan Cruijff (met nr. 8) en Klaas Nuninga in de officiële debuutwedstrijd van Cruijff in het eerste van Ajax in de competitie tegen GVAV

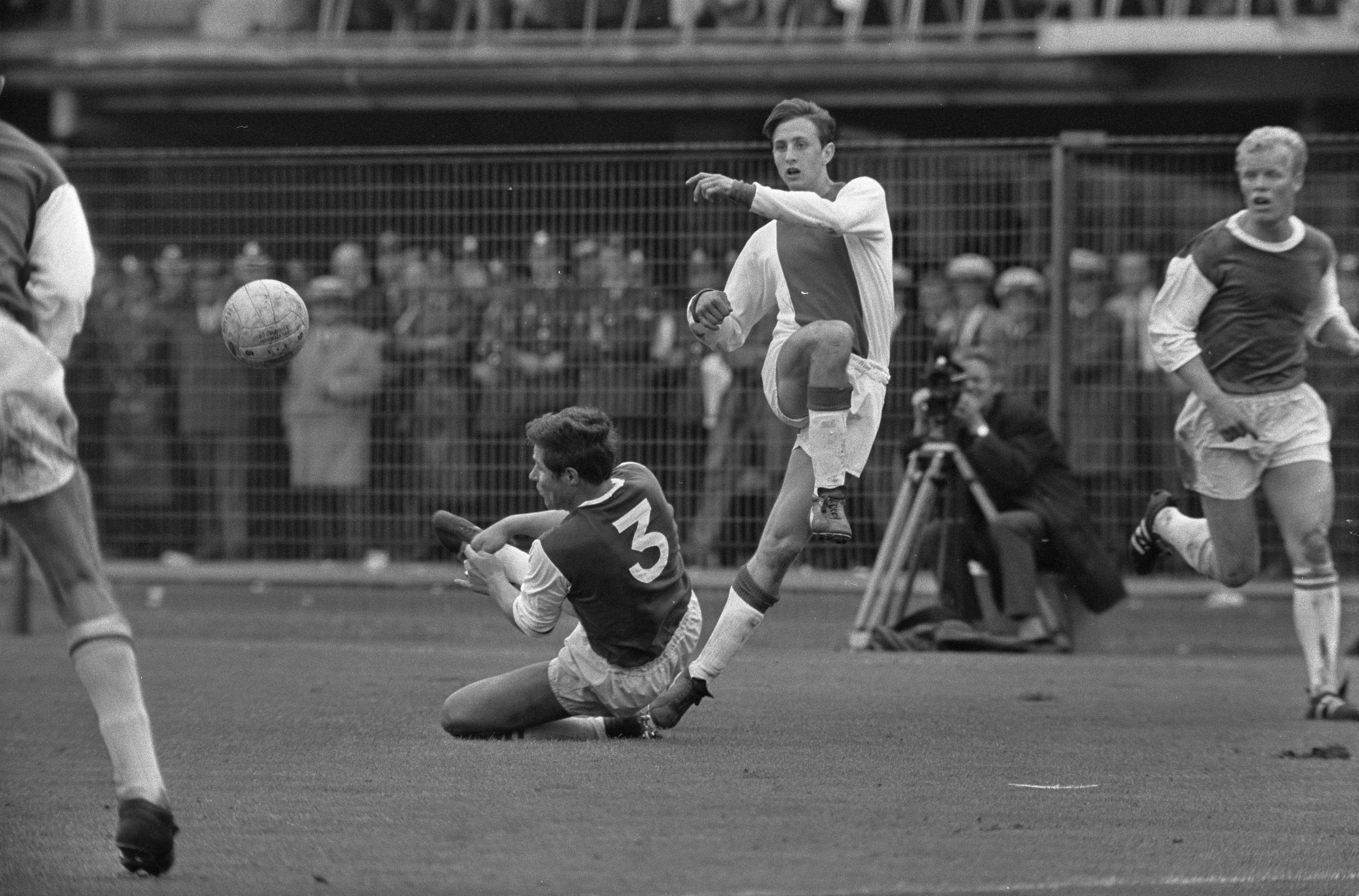
Cruijff in 1967 tegen Feyenoord

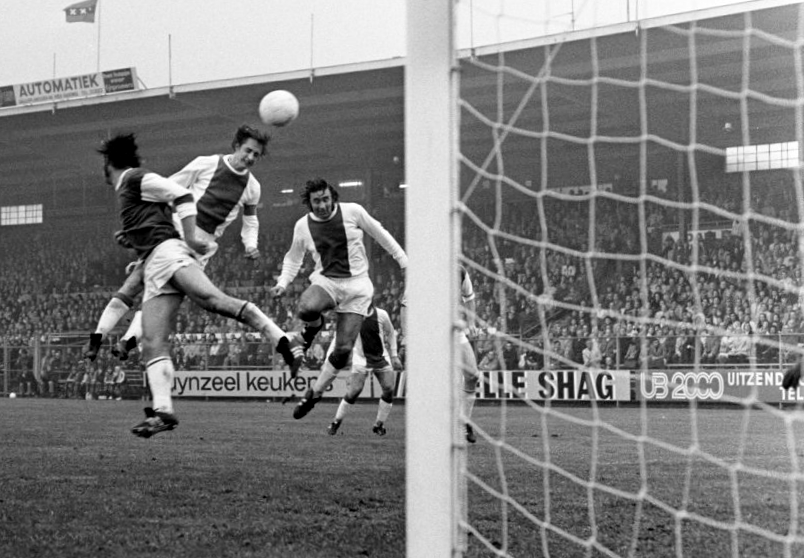
5-11-1972. Ajax-FC Den Bosch 9-0. Johan Cruijff scoort 4-0.

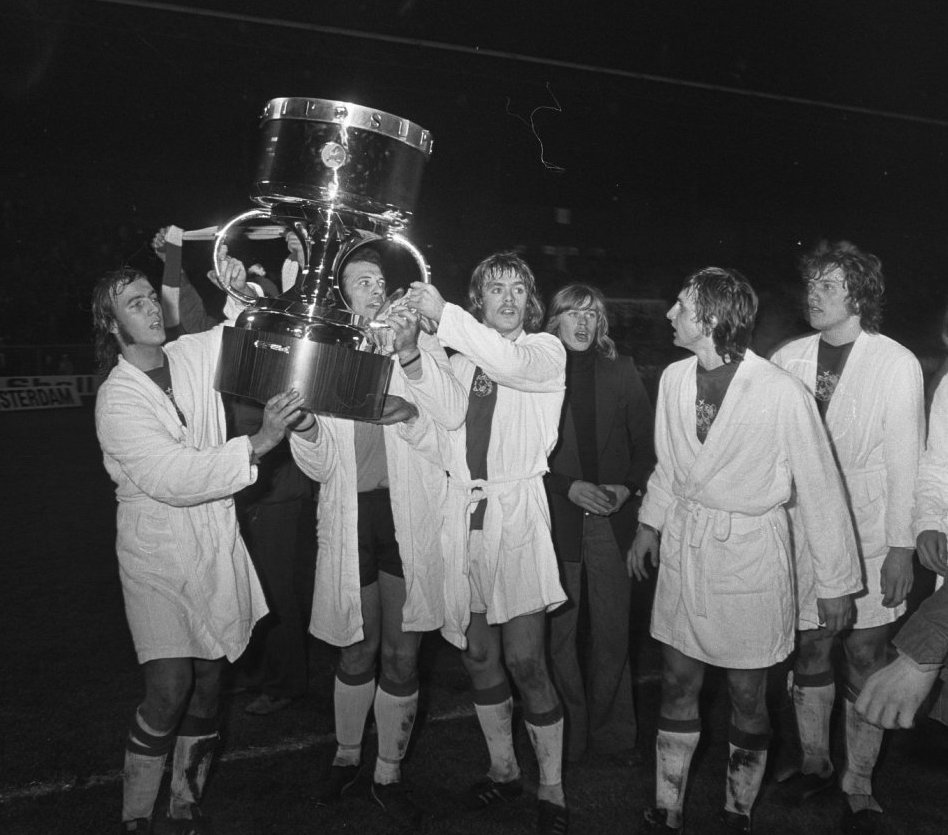
24-1-1973. Ajax-spelers met UEFA Super Cup 1972, zojuist gewonnen, na Ajax-Glasgow Rangers 3-2. De 1e wedstrijd in Schotland, Glasgow Rangers-Ajax, eerder in januari 1973, eindigde in 1-3, dus Ajax won in totaal met 3 goals verschil, 6-3. Van links naar rechts: Johan Neeskens, Heinz Stuy, Johnny Rep, ?, Johan Cruijff en Arie Haan.

Op 15 november 1964 maakte Cruijff zijn officiële debuut in het eerste elftal van Ajax, dat onder leiding stond van trainer Vic Buckingham. Als debutant maakte Cruijff die middag het enige doelpunt in de met 3-1 verloren uitwedstrijd tegen GVAV. Drie weken eerder, op zaterdag 24 oktober 1964, speelde Cruijff voor het eerst mee met Ajax 1 in een oefenwedstrijd in Helmond tegen tweededivisieclub Helmondia'55 (2-3).
Lang speelde hij niet onder het bewind van Buckingham, want ruim twee maanden na Cruijffs eerste opwachting keerde de oefenmeester terug naar Engeland en werd opgevolgd door Rinus Michels. De onervaren keuzeheer vond Cruijff eigenlijk nog te jong en fysiek niet sterk genoeg voor het eerste elftal. Toch speelde het zeventienjarige talent in zijn debuutseizoen tien wedstrijden, waarin hij vier keer scoorde. Voor Ajax verliep het seizoen sportief gezien zeer teleurstellend. De club eindigde als dertiende op de ranglijst en ontsnapte ternauwernood aan degradatie. De eindklassering van 1965 is nog steeds de laagste die Ajax ooit behaalde sinds de invoering van het betaald voetbal. Michels besloot in te grijpen en drong bij het bestuur, dat onder leiding stond van de nieuwe voorzitter Jaap van Praag, aan op versterking. De clubleiding besloot Co Prins en Henk Groot terug te halen en contracteerde daarnaast doelman Gert Bals van PSV. Hoewel Michels het nog niet de tijd vond om Cruijff een vaste plaats in het elftal te geven, kreeg deze op 24 oktober 1965 tegen DWS toch een basisplaats toen hij de geblesseerde Klaas Nuninga verving. Cruijff scoorde die middag tweemaal, waarmee hij Michels overtuigde van zijn kunnen. Met Cruijff in de spits bleef Ajax vervolgens zestien wedstrijden op rij ongeslagen. De 0-2-uitwinst tegen FC Twente op 15 mei 1966 betekende dat Ajax twee wedstrijden voor het verstrijken van de competitie zeker was van de titel. In dat seizoen was Ajax de trefzekerste ploeg van de eredivisie met 79 doelpunten. In het volgende seizoen maakte het eerste elftal van Ajax in de competitie 122 doelpunten; een aantal dat nooit is overtroffen. Cruijff had met 33 treffers het grootste aandeel en werd met dit aantal topscorer van de Eredivisie. Met een positief doelsaldo van 88, dat 21 seizoenen lang een record in de eredivisie zou blijven tot het seizoen 1987/1988, prolongeerde Ajax de landstitel en behaalde bovendien voor de eerste maal in de clubhistorie de dubbel, door in de KNVB Beker-finale NAC met 2-1 te verslaan. Zijn aandeel in het behalen van zowel de titel als de beker leidde ertoe dat Cruijff in 1967 werd uitgeroepen tot Nederlands voetballer van het jaar.
In deze periode ging Cor Coster, de aanstaande schoonvader van Cruijff, als een van de eersten inzien dat individuele spelers een commerciële waarde vertegenwoordigden. Hij begreep dat De Meer iedere wedstrijd veel toeschouwers trok, die hoofdzakelijk voor Cruijff kwamen. Costers inzichten leidden ertoe dat Cruijff besloot zich vanaf dat moment te laten vertegenwoordigen door zijn aanstaande schoonvader, die daarmee een van de eerste zaakwaarnemers in het nationale en internationale topvoetbal werd. De intrede van de zaakwaarnemer bracht een kentering in de voetbalwereld teweeg, aangezien sportbestuurders tot dan toe gewend waren dat zij de voorwaarden voor het contract opstelden en dat spelers slechts hoefden te tekenen. Illustratief was bijvoorbeeld toen hem ter ore kwam dat de nieuwe aankoop Dick van Dijk meer ging verdienen dan Cruijff. Coster greep in en zorgde er persoonlijk voor dat Cruijffs contract werd opengebroken. Er vond een financiële opwaardering plaats waarbij het jaarsalaris werd opgetrokken naar 50.000 gulden: hetzelfde bedrag dat Van Dijk ook ontving. Coster vond namelijk dat wanneer iemand zo goed kon voetballen als Cruijff deze daar ook vorstelijk voor gehonoreerd moest worden. Begin jaren zeventig, toen de spelerssalarissen een vlucht namen, ging Coster zelfs nog een stapje verder door zichzelf te beloven dat hij ervoor ging zorgen dat Cruijff van zijn voetbalkwaliteiten miljonair zou worden.

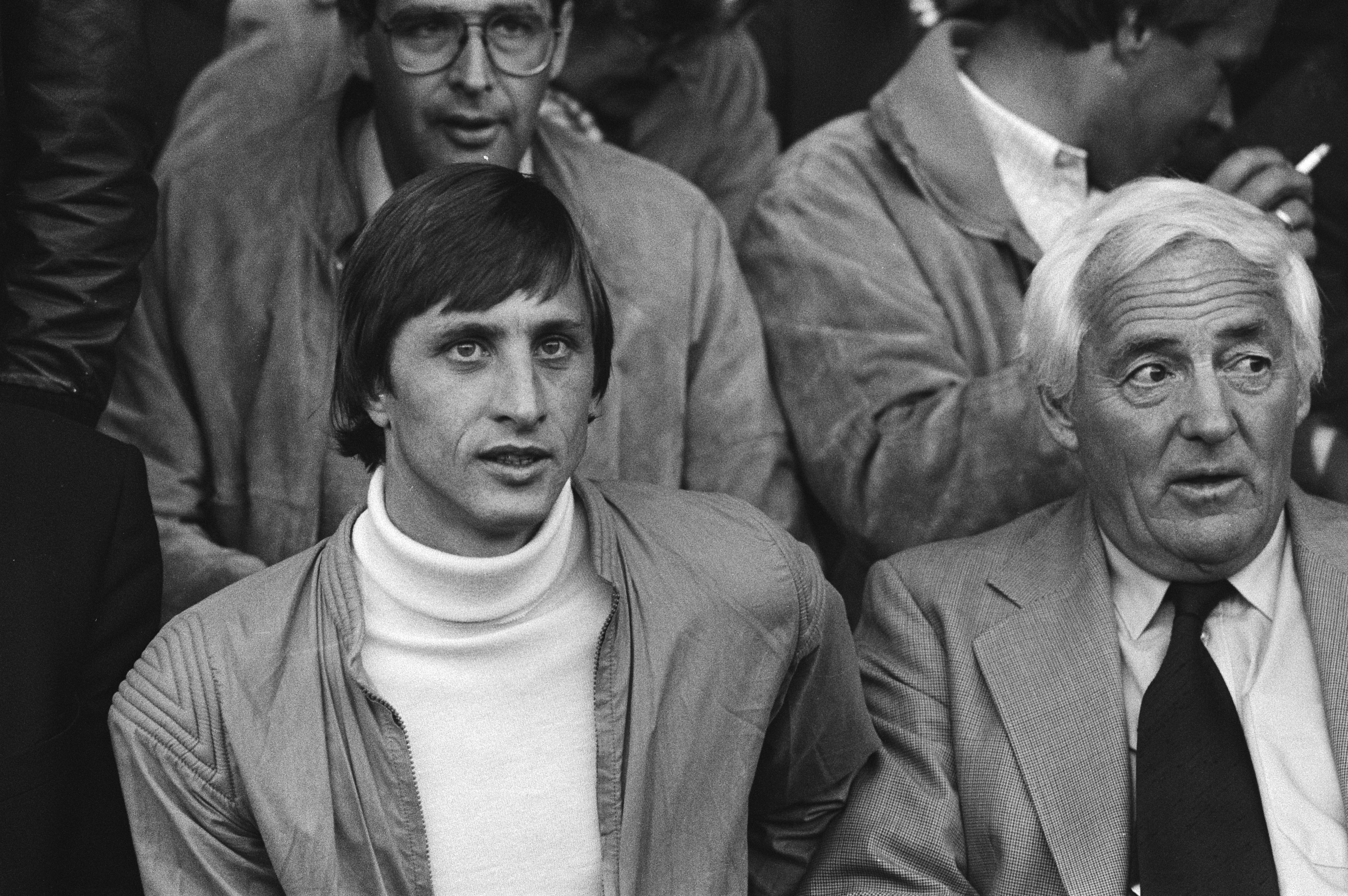
Johan Cruijff met zijn schoonvader Cor Coster op de tribune (15 sept. 1979) bij topduel AZ'67-Ajax 2-3

In 1968 werd Ajax voor de derde keer op rij landskampioen. Het gevolg is dat de club in 1968/69 mocht deelnemen aan de Europacup I en daarin werden successen behaald. Mede door de doelpunten van Cruijff en Danielsson tegen het Benfica van Eusébio, wist Ajax als eerste Nederlandse club de finale van het Europese bekertoernooi te bereiken. Op 28 mei 1969 bleek AC Milan in de eindstrijd echter een maatje te groot voor de Amsterdammers, het catenaccio van de Italianen leverde die avond een 4-1-overwinning op. Door een druk internationaal programma liep Ajax op de valreep ook op nationaal niveau alle prijzen mis, waardoor het seizoen 1968/69 als verloren kon worden beschouwd. Michels besloot daarop het elftal te verjongen en dit leidde een seizoen later tot een positief resultaat: Cruijff won met zijn club opnieuw de dubbel.
Door een liesblessure miste Cruijff de eerste wedstrijden van het daaropvolgende seizoen. Na een wekenlange afwezigheid vond de rentree van Cruijff plaats op 30 oktober 1970 tegen PSV. Tijdens die wedstrijd droeg hij echter niet zijn vaste rugnummer 9, maar nummer 14. Dit vindt zijn oorsprong in het ontbrekende shirt van Gerrie Mühren met rugnummer 7, dat niet in de wasmand werd aangetroffen. Aangezien Cruijff langdurig geblesseerd was geweest, vond hij dat Mühren dan maar zijn tricot met nummer 9 moest nemen. Cruijff trok vervolgens een reserveshirt met rugnummer 14 aan. Nadat het duel tegen PSV in een 1-0-overwinning voor Ajax was geëindigd, droeg Cruijff een week later opnieuw het shirt met nummer 14 omdat het tegen PSV 'zo lekker is gegaan' en Mühren wederom met nummer 9 kon spelen. Uit bijgeloof behield Cruijff rugnummer 14, dat op den duur in de beeldvorming onlosmakelijk met hem werd verbonden. In dat kader is het opvallend dat hij in het vervolg van zijn carrière nog regelmatig met andere rugnummers speelde. Cruijff was na zijn lange afwezigheid opmerkelijk snel hersteld en toonde dit binnen een maand na zijn rentree op 29 november 1970 tegen AZ'67, toen hij met zes treffers een groot aandeel had in de 8-1-overwinning van Ajax. Daarmee evenaarde Cruijff het record van Lammers en Kerkhoffs, die ook zes keer hebben gescoord in één competitiewedstrijd. In 2007 schoot Afonso Alves dat record echter uit de boeken toen hij zeven keer het net vond tegen Heracles. Op 21 november 1971 in de wedstrijd tegen Telstar scoorde Cruijff reeds na 9 seconden en het werd daarmee het snelste doelpunt sinds de start van de eredivisie.

#### Europese hegemonie

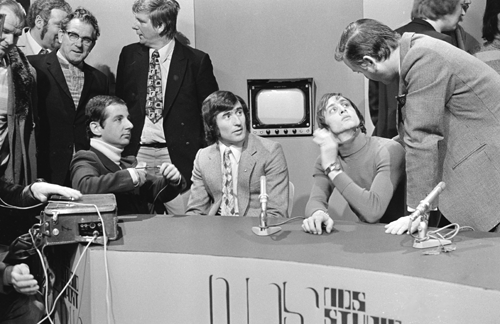
Cruijff tijdens de loting voor de kwartfinales van de UEFA Cup bij de NOS; naast hem zitten ploeggenoot Sjaak Swart en nieuwslezer Fred Emmer. 1972.

Inmiddels had Michels een team dat zich kon meten met de Europese top. Het elftal bestond naast jongelingen als Heinz Stuy, Ruud Krol, Johan Neeskens, Nico Rijnders, Horst Blankenburg en Arie Haan uit oudgedienden die al aanwezig waren bij de Europacupfinale van 1969, zoals Wim Suurbier, Barry Hulshoff, Velibor Vasović, Sjaak Swart, Keizer en Cruijff. Bijna twee jaar later bereikte dit team op 2 juni 1971 weerom de finale van de Europacup I. Op Wembley was het Griekse Panathinaikos, gecoacht door Ferenc Puskás, de tegenstander. Net als Feyenoord een jaar eerder wist Ajax ditmaal ook het prestigieuze toernooi te winnen dankzij doelpunten van Van Dijk en Haan.
Na de gewonnen Europacup I ontstond er speculatie dat Cruijff zou vertrekken bij Ajax. Zo stond hij onder andere in de belangstelling van FC Barcelona, maar behoorde ook een overstap naar Feyenoord tot de mogelijkheden. Coster onderhandelde in het geheim maandenlang met de Rotterdamse club om Cruijff, via een verhuurconstructie met een buitenlandse club, de beoogde opvolger van de vertrekkende Ove Kindvall te laten worden. Na lang onderhandelen bereikten Cruijff en Coster op 12 juli 1971 toch een akkoord met Ajax. Cruijff kreeg de financiële zekerheid waar hij op hoopte. Hij tekende een zevenjarig contract dat hem jaarlijks 95.000 gulden opleverde, plus winstpremies van 1500 gulden. Medio 1978, wanneer Cruijffs contract zou aflopen, was de planning dat hij ook definitief zou stoppen met voetballen. Daarom regelde Coster ook nog een akkoord met Koninklijke Bijenkorf Beheer, waarin was opgenomen dat Cruijff vanaf zijn 31e tot zijn 65e jaarlijks een bedrag uitgekeerd zou krijgen ter hoogte van 60.000 gulden.
In 1971/72 beleefde Cruijff met Ajax een van de succesvolste seizoenen van de club, nadat vanaf half 1971 Johnny Rep, Arnold Mühren en Heinz Schilcher aan de selectie werden toegevoegd. Trainer Rinus Michels vertrok inmiddels naar FC Barcelona en werd opgevolgd door Ștefan Kovács. Onder leiding van de Roemeense oefenmeester wonnen de Amsterdammers opnieuw de dubbel en stond de club voor de tweede achtereenvolgende maal in de finale van de Europacup I. Op 31 mei 1972 vond de eindstrijd plaats in De Kuip, waar Cruijff een hoofdrol opeiste door beide doelpunten voor zijn rekening te nemen in de 2-0-overwinning op Internazionale. Andere hoogtepunten dat seizoen zijn onder meer het snelste doelpunt van Cruijff ooit (op 21 november 1971 na negen seconden tegen Telstar) en de (destijds) grootste overwinning in de Eredivisie, toen Ajax op 19 mei 1972 Vitesse met 12-1 versloeg. Ook de lob waarmee Cruijff de 1-2 uitoverwinning aantekende tegen FC Den Haag in januari 1972, kan tot de hoogtepunten van het seizoen worden gerekend. Nadat Cruijff zijn tegenstander in een vloeiende beweging was gepasseerd, schoot hij de bal met een subtiel boogje over de Haagse doelman Ton Thie heen. Dat Cruijff in die periode door de media tot de absolute top werd gerekend bewezen onder andere de uitverkiezing tot Nederlands en Europees voetballer van het jaar in 1971.
In tegenstelling tot 1971, toen Ajax als titelhouder van de Europacup I deelname aan de Wereldbeker had afgezegd, besloot de club in het najaar van 1972 de confrontatie met de winnaar van de Copa Libertadores toch op te zoeken. Aanvankelijk bestond er twijfel vanwege de lange reis en de geringe uitstraling van de Wereldbeker, maar de intentie binnen de spelersgroep om alles te willen winnen gaf uiteindelijk de doorslag om toch te gaan. In de strijd tussen de Europese en Zuid-Amerikaanse kampioen werd het Argentijnse Independiente door Ajax over twee wedstrijden in augustus en september 1972 met 4-1 verslagen. Na de Wereldbekerwinst volgde Cruijff Piet Keizer op als aanvoerder van Ajax. Onder leiding van Cruijff werd in januari 1973 door Ajax ook de Europese Supercup veroverd, na een dubbele overwinning op Glasgow Rangers (1-3 uit in Glasgow en 3-2 thuis in Amsterdam). Op 7 maart 1973 volgde er in de kwartfinale van de Europacup I een belangrijke 4-0-thuisoverwinning op Bayern München. Het duel werd in 2005 door L'Équipe verkozen tot de beste Europacupwedstrijd ooit. De Franse sportkrant omschreef het duel als 'de beste demonstratie van totaalvoetbal'. Nadat de Ajacieden in de halve finale ook Real Madrid hadden uitgeschakeld (2-1-zege thuis, 0-1-zege uit), bereikte de club op 30 mei 1973 voor de derde keer op rij de Europacup I-finale. Daarin wisten de Amsterdammers opnieuw te winnen, ditmaal met 1-0 van Juventus.
Inmiddels begon het enthousiasme over het aanvoerderschap van Cruijff onder spelers af te nemen. In juli 1973 ging een onderling verdeelde selectie op trainingskamp in een hotel in De Lutte. Keizer wilde weer aanvoerder worden, maar Cruijff zag dit niet zitten. Er werd daarom een stemming gehouden of Cruijff aanvoerder moest blijven of niet. Met drie stemmen voor en dertien stemmen tegen zegde de spelersgroep het vertrouwen in Cruijff op en kreeg Keizer de aanvoerdersband terug. Cruijff ervoer de beslissing van de spelersgroep als een motie van wantrouwen en had het gevoel dat zijn gezag werd ondermijnd. Geschokt keerde hij terug naar zijn hotelkamer, waar hij contact opnam met zijn schoonvader. Telefonerend gaf Cruijff hem de opdracht: "Je moet nu meteen Barcelona bellen. Ik vertrek hier."
De grenzen in Spanje werden weer opengesteld voor buitenlandse spelers en Barcelona, dat Cruijff al eerder had willen contracteren, sloeg zijn slag, nadat in een eerder stadium de transfer van Gerd Müller afgeketst was. Cruijff speelde nog wel twee competitiewedstrijden voor Ajax in het nieuwe seizoen 1973/1974, op 12 augustus 1973 (FC Groningen–Ajax 0-4) en zijn laatste op 19 augustus 1973 tegen FC Amsterdam (6-1). Hoewel Cruijff in de eerste minuten van het duel nog werd uitgefloten was hij erop gebrand om de club waardig te verlaten. Tien minuten voor tijd wist de afzwaaiende vedette het net te vinden, waarna hij onder luid applaus een publiekswissel ontving om afscheid te nemen. Drie dagen later, op 22 augustus, werd het contract ondertekend en verhuisde Cruijff voor zes miljoen gulden, waarvan drie miljoen voor hem zelf, naar Barcelona, na zes landskampioenschappen, twee 2e plaatsen met het beste doelsaldo, 5 KNVB Beker-finales waarvan vier gewonnen, vier Europacup I-finales voor landskampioenen waarvan de laatste drie gewonnen, een Wereldbeker voor clubteams en een UEFA Super Cup met Ajax in 8¾ jaar tijd. Door zijn transfer mocht Cruijff zich de duurste voetballer aller tijden noemen.

### FC Barcelona

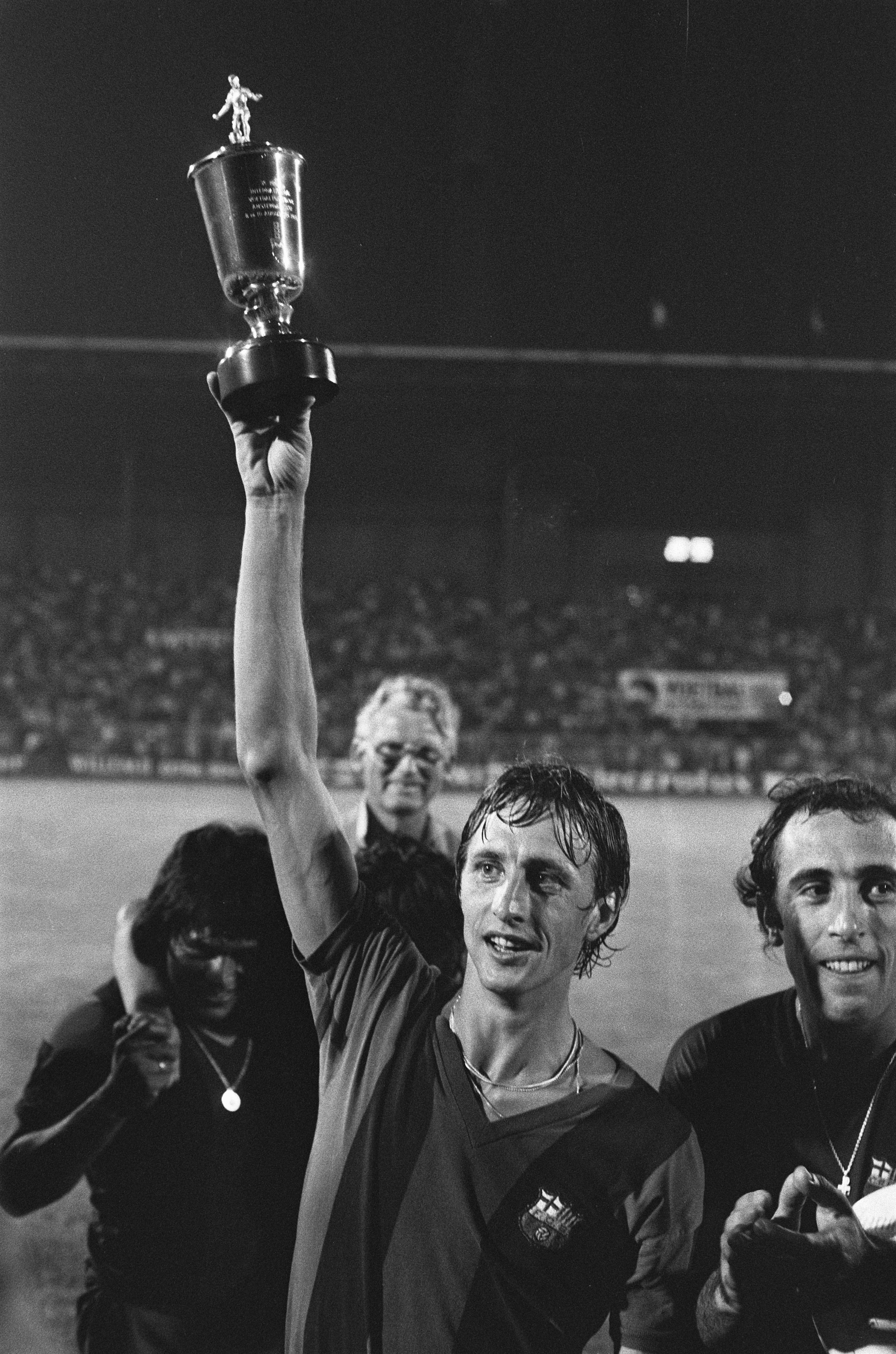
Johan Cruijff als speler van Barcelona op het Amsterdam 700 Tournament in 1975

In Barcelona werd Cruijff herenigd met Michels, die van begin 1965 tot half 1971 zijn trainer bij Ajax was. FC Barcelona had lang op de komst van Cruijff moeten wachten. Eerst stond de Spaanse voetbalbond geen buitenlanders toe en daarna werkte de KNVB niet mee, omdat Cruijff na het verstrijken van de transferperiode werd gecontracteerd. Cruijff kon aanvankelijk alleen in vriendschappelijke wedstrijden voor FC Barcelona uitkomen en maakte op 5 september 1973 zijn officieuze debuut tegen Cercle Brugge (6-0). De recettes van de vriendschappelijke duels waren zodanig dat FC Barcelona, nog voordat Cruijff in de Spaanse competitie speelgerechtigd was, het transferbedrag van Cruijff helemaal terugverdiende. Met als argument dat Cruijff wedstrijdritme moest behouden voor het Nederlands elftal gaf de KNVB alsnog toe. Hierdoor kon Johan Cruijff op 28 oktober 1973 in de thuiswedstrijd tegen Granada eindelijk zijn officiële debuut voor FC Barcelona maken. Inmiddels was het seizoen al zeven speelronden oud en bevond FC Barcelona zich, na twee overwinningen, twee gelijke spelen en drie nederlagen, in de onderste regionen van de ranglijst. Cruijff maakte twee doelpunten tegen Granada, waardoor er met 4-0 werd gewonnen. Met de Nederlander in het elftal bleef de club vervolgens 25 wedstrijden op rij ongeslagen (negentien overwinningen en zes gelijke spelen). Vijf wedstrijden voor het einde van de competitie kon de concurrentie de club niet meer achterhalen: na veertien jaar behaalde FC Barcelona eindelijk weer het kampioenschap van Spanje. Cruijff maakte zestien doelpunten (één doelpunt minder dan clubtopscorer Marcial) en leverde een fundamentele bijdrage aan dit kampioenschap. Dit werd het hoogste aantal doelpunten dat hij in een seizoen in Spanje zou scoren, een aantal dat ver verwijderd bleef van de 33 in zijn beste seizoen bij Ajax.
Toen zijn vrouw zwanger was van hun zoon Jordi en uitgerekend was op nota bene de dag van de uitwedstrijd tegen aartsrivaal Real Madrid, sprak het echtpaar af om de bevalling met een week te vervroegen middels een keizersnede. De wedstrijd op 17 februari 1974 eindigde in een klinkende 5-0-overwinning, waarin Cruijff eenmaal scoorde. Ook was er dat seizoen het beroemde doelpunt tegen Atlético Madrid, waarbij Cruijff met de rug van het doel draaide om vervolgens met zijn hiel de bal langs keeper Miguel Reina binnen te tikken. De prestaties van Cruijff zorgden ervoor dat hij in 1973 en 1974 opnieuw werd verkozen tot Europees voetballer van het jaar. Daarmee werd hij de eerste speler die de prijs driemaal won. Michel Platini en Marco van Basten waren lang de enige spelers die dit wisten te evenaren.
Hoewel Cruijff destijds in de hoogtijdagen van zijn carrière zat, bleef de landstitel van het seizoen 1973/1974 jarenlang de enige prijs die hij in dienst van FC Barcelona won. Wel bereikte hij met FC Barcelona in 1975 de halve finale van de Europacup I tegen Leeds United. Na het vertrek van Michels half 1975 kon ook zijn opvolger Hennes Weisweiler geen prijs in de wacht slepen. De Duitse oefenmeester heeft bij Borussia Mönchengladbach grote successen gevierd, maar ook daar viel al op dat Weisweiler slecht overweg kon met vedetten. Hij botste voortdurend met zijn sterspeler Günter Netzer. Deze geschiedenis herhaalde zich in FC Barcelona: Weisweiler botste met Cruijff, die in 1976 tegen Sevilla zelfs naar de kant werd gehaald. De socios kozen massaal partij voor Cruijff en zijn populariteit bleef onaangetast. Weisweilers dagen waren geteld en hij moest al na één seizoen weer vertrekken. Ondanks geruchten dat Cruijff naar Juventus zou gaan of zelfs naar Nederland zou terugkeren (naar Ajax of AZ’67), tekende hij voor twee seizoenen bij. Hij eiste dat Michels moest worden teruggehaald. Deze eis werd ingewilligd. Onder leiding van de teruggekeerde oefenmeester behaalde Cruijff in het seizoen 1977/1978 zijn tweede en laatste prijs gedurende zijn vijfjarig verblijf bij FC Barcelona. Op 19 april 1978 won de club de Spaanse nationale beker na een 2-0-overwinning op Las Palmas.

#### Cruijff en Catalonië
De populariteit van Johan Cruijff in Barcelona is niet alleen toe te schrijven aan zijn sportieve inbreng. Cruijff ging bij FC Barcelona spelen in de nadagen van het Franco-regime. Het regime kende slechts één Spanje, inclusief de regio Catalonië – Catalaanse symbolen waren niet toegestaan. FC Barcelona was een van de weinige zichtbare symbolen van de Catalaanse identiteit.
De overwinning op Real Madrid begin 1974 werd dan ook gevierd als een overwinning op Spanje, met een groot feest op het Plaça de Catalunya. Vervolgens gaf hij zijn zoon, die enkele dagen eerder was geboren, de naam Jordi, naar de beschermheilige van Catalonië: Sint-Joris. Omdat Jordi in Nederland geboren was, kon de Spaanse burgerlijke stand deze naam niet weigeren, hoewel verboden door het Spaanse regime. Mede hierdoor is zijn populariteit in Barcelona tot op de dag van vandaag enorm.

### Afscheid

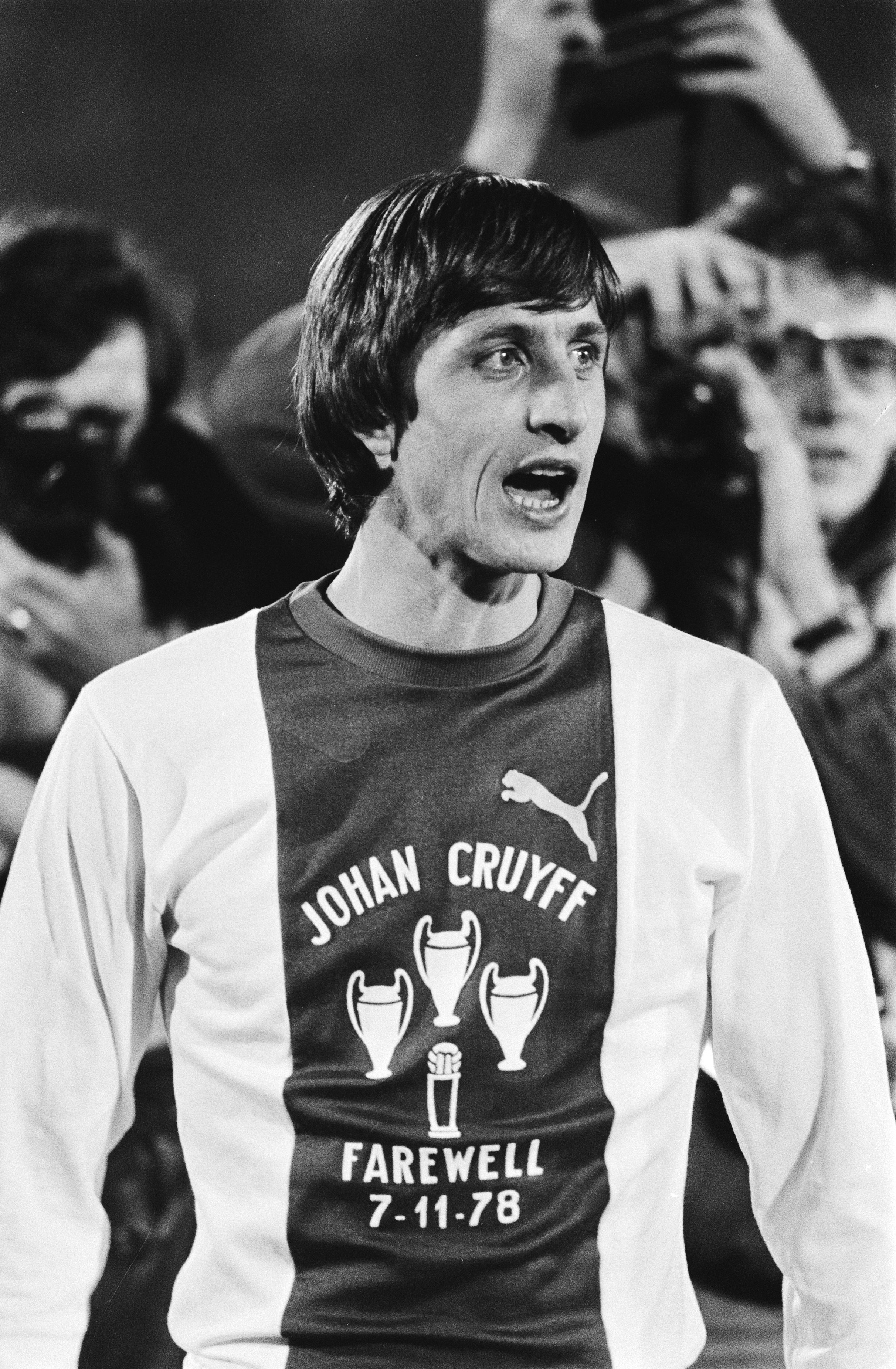
Johan Cruijff tijdens zijn afscheidswedstrijd tegen Bayern München

De 31-jarige Cruijff besloot in de zomer van 1978 een punt achter zijn loopbaan te zetten. Met een 3-1-zege op Ajax nam hij op 27 mei 1978 afscheid van het Catalaanse publiek. Speciaal voor Cruijff werd op 7 november 1978 door Ajax nog een afscheidswedstrijd georganiseerd. Het Duitse Bayern München werd uitgenodigd voor de erewedstrijd in het Olympisch Stadion. Vooraf kreeg Cruijff van voorzitter Ton Harmsen een gouden horloge met inscriptie, en een kleurentelevisie. Dit laatste cadeau zorgde voor hilariteit op de tribunes, maar later bleek dat de televisie gekocht was naar de wens van Cruijffs vrouw Danny.
Het werd geen feestelijke dag en geen gebruikelijke uitslag voor een erewedstrijd. In een vol stadion en met miljoenen tv-kijkers over de hele wereld werd Ajax met 8-0 ingemaakt. De Duitsers waren getergd door de nederlagen die ze hadden geleden in de voorgaande jaren tegen Ajax (in augustus 1972 werd het in München 0-5 en in maart 1973 in Amsterdam 4-0). Daarnaast stond er niemand van de Amsterdamse club op Schiphol om de Duitsers welkom te heten en werden ze ondergebracht in een tweederangs hotel. Ook lieten ze achteraf weten uitgescholden te zijn vanaf de tribunes (voor onder andere 'Nazi-Schweine'). Het team van Ajax wilde er een leuke avond van maken, maar werd verrast door de geconcentreerde strijdlust van Bayern München. Na de achtste treffer, van Karl-Heinz Rummenigge, verliet Cruijff het veld voor Ray Clarke. Het is de grootste nederlaag die Cruijff in zijn carrière leed. In mei 2006 boden enkele voormalige spelers van Bayern München in NOVA alsnog hun excuses aan voor deze wedstrijd.
Na zijn voetbalcarrière stortte Cruijff zich in een zakelijk avontuur in Spanje. Hij had zich eerder al op zaken toegelegd met Jack van Zanten en nu besloot Cruijff in zee te gaan met goede vriend en zakenpartner Michel Basilevitsj. Vanuit een luxe kantoor aan de Passeig de Gràcia in Barcelona begonnen ze samen CB-International (met de C van Cruijff en de B van Basilevitsj). Het bedrijf hield zich onder meer bezig met de export van wijn, cement en groenten, de handel in onroerend goed, het vertegenwoordigen van Warner Bros. en de exploitatie van varkensfokkerij Ganadera Catalana. Het project liep echter uit op een fiasco: Basilevitsj hield Cruijff voor de gek met vervalste papieren die suggereerden dat hij eigenaar was van meerdere bedrijven, sluisde het vermogen handig weg en liet hem achter met een schuld van zes miljoen gulden. Cruijffs' schoonvader had hem gewaarschuwd voor Basilevitsj, maar Cruijff sloeg dat advies in de wind en had het contact met Coster verbroken. Na het debacle kwam het weer goed tussen hen.

### Los Angeles Aztecs
Cruijff zag zich genoodzaakt het voetballen weer op te pakken. Hij wilde graag naar de Verenigde Staten, waar New York Cosmos de volgende club uit zijn carrière leek te worden. Bij Cosmos had Cruijff namelijk ooit een voorcontract getekend waarin werd vastgelegd dat hij in de Verenigde Staten alleen voor die club mocht uitkomen. Toen hij op 30 augustus 1977, enkele weken voor zijn afscheid, als gastspeler deelnam aan een benefietwedstrijd had Cruijff al kennis gemaakt met de Amerikaanse ploeg. Clubeigenaar Steve Ross, die ook de baas was van WarnerBros, besloot werk te maken van Cruijffs komst en bood hem een driejarige overeenkomst aan met een honorarium van in totaal vier miljoen dollar. Cruijff sloeg dat aanbod echter af, omdat hij maar één jaar voor de club uit wilde komen. De verklaring daarvoor is dat Cruijff niet zoveel trek had in de commerciële activiteiten die hij namens de club voor Warner Bros moest uitvoeren, zoals dat in het verleden ook van oud-speler Pelé werd verwacht. New York Cosmos zou onder andere op een wereldtournee gaan, waarmee miljoenen dollars zouden worden opgehaald. Andere verhalen vertellen dat de invloedrijke sterspeler Giorgio Chinaglia niet op de komst van Cruijff zat te wachten en daarom een overgang blokkeerde.
Nadat bleek dat een voortzetting van Cruijffs carrière er bij New York Cosmos niet in zat, toonde Los Angeles Aztecs interesse. Aan de Amerikaanse westkust lag een lucratief contract voor Cruijff klaar met een jaarsalaris van 750.000 dollar. De werkloze Cruijff ging akkoord en tekende voor één seizoen. Het ging hem echter niet om het geld, zoals hij in tientallen interviews aangaf. Naar eigen zeggen had hij in Europa veel meer kunnen verdienen. Cruijff vond van zichzelf dat hij op een missie was: hij wilde het voetbal in de Verenigde Staten tot een succes maken, laten zien dat het ‘de mooiste sport ter wereld was’. Of Cruijff dit nu meende of niet, in Nederland kreeg hij de reputatie van een geldwolf. In de VS werd hij echter geprezen vanwege zijn inzet en liefde voor de sport. Zo bleek Cruijff bereid om uren te rijden als hij ergens kosteloos tien minuten op de televisie over voetbal mocht vertellen.
Direct vanuit het vliegtuig, met de jetlag nog in zijn lijf en na negen maanden niet getraind te hebben, maakte Cruijff op 23 mei 1979 zijn debuut tegen Rochester Lancers. Aan het Amerikaanse publiek gaf hij meteen zijn visitekaartje af door binnen tien minuten tweemaal te scoren. In de tweede helft verzorgde hij nog een assist waarmee de 3-0-eindstand werd bepaald. Zijn periode bij LA Aztecs betekende voor Cruijff een tweede hereniging met Michels, die een jaar eerder door de club werd aangetrokken. Naast Cruijff speelden bij de Aztecs sinds 1979 de Nederlanders Thomas Rongen, Leo van Veen, Huub Smeets en Wim Suurbier. Michels bouwde een team dat volledig op Cruijff werd afgestemd en gaf zijn spelers de opdracht: "je moet gewoon lopen waar Johan niet is". Net zoals bij Ajax en Barcelona mocht Cruijff van Michels binnen het veld de lijnen uitzetten. Zijn prestaties zorgden ervoor dat hij aan het einde van het seizoen werd uitgeroepen tot meest waardevolle speler van de NASL. Zijn doelpunt in de playoffs tegen Washington Diplomats werd verkozen tot Goal of the Year. Ondanks deze persoonlijke successen bleef het verblijf van Cruijff bij de Aztecs tot één seizoen beperkt, dit aangezien de nieuwe eigenaren in 1980 meer Mexicaanse invloeden bij de club wilden zien. Andere bronnen meldden dat de Aztecs hem moesten laten gaan omdat ze zich het salaris van Cruijff niet nog een jaar konden veroorloven.

### Washington Diplomats
Cruijff besloot in Amerika te blijven en tekende een contract bij Washington Diplomats, waar hij de ploeggenoot van Wim Jansen werd. Zijn debuut op 29 maart 1980 tegen Tampa Bay Rowdies eindigde in een 3-2-nederlaag na shoot-outs. In Amerika kende men afwijkende spelregels. Zo waren er per wedstrijd maximaal negen punten te verdienen en was een gelijkspel niet mogelijk. Shoot-outs, die Cruijff niet zelden miste, moesten dan de beslissing brengen. In Washington kende Cruijff een sportief minder seizoen dan bij de Aztecs. De Diplomats werden al in de eerste ronde van de playoffs uitgeschakeld. Bovendien kreeg Cruijff regelmatig last van blessures, die waarschijnlijk werden veroorzaakt door het kunstgras. Ook kwam hij in conflict met trainer Gordon Bradley en sommige van zijn ploeggenoten. In tegenstelling tot LA Aztecs, waar nog werd geluisterd naar de aanwijzingen van Cruijff, waren medespelers bij de Diplomats niet geïnteresseerd in zijn adviezen. Daarnaast moest Cruijff lang aan de speelwijze van de Diplomats wennen, die bijna tegenovergesteld was aan de manier waarop hij het gewend was. Het spel liet zich vooral vergelijken met het harde voetbal zoals dat in de Engelse derde divisie wordt gespeeld.

### Ajax

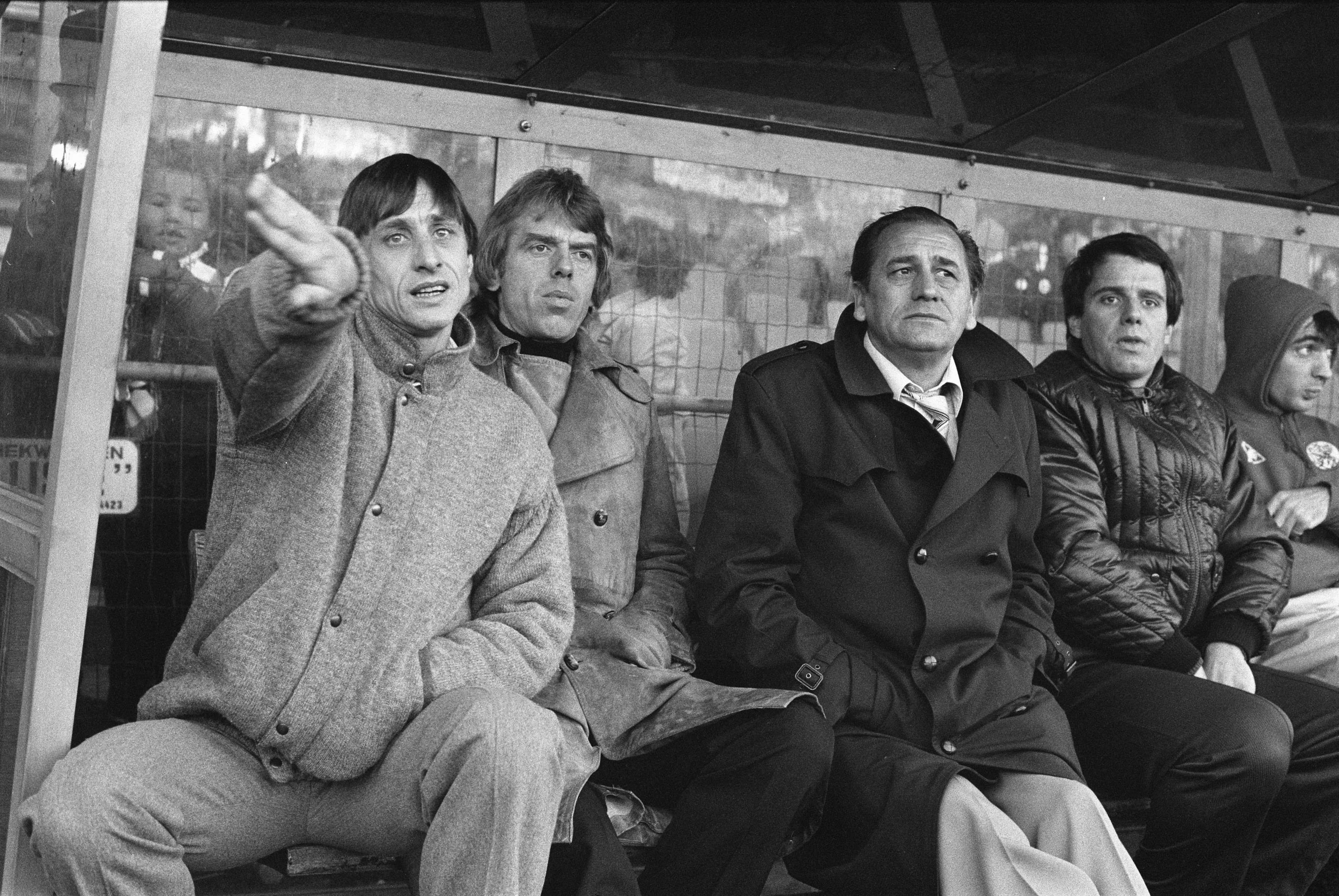
Cruijff als technisch adviseur op de bank naast coach Leo Beenhakker op 30 november 1980 bij de wedstrijd Ajax–FC Twente

Na afloop van de Amerikaanse competitie werd Cruijff actief in Nederland. In het najaar van 1980 trainde hij mee met de selectie van Ajax. Meevoetballen was hem door de KNVB verboden omdat het aantrekken van "Amerikaanse" spelers buiten de transferperiode tot competitievervalsing zou leiden. Wel werd Cruijff op 24 november 1980 door Ajax tot technisch adviseur van trainer Leo Beenhakker benoemd, nadat Ajax door 3 successievelijke competitienederlagen in oktober 1980, en door eveneens zwakke resultaten in november 1980, naar de 8ste plaats in de eredivisie was gezakt. Het 1-1-gelijkspel uit tegen MVV op zaterdagavond 22 november 1980 was voor het Ajax-bestuur de druppel geweest die de emmer deed overlopen; in de laatste 6 competitieduels had Ajax slechts 1 keer gewonnen, 1 keer gelijkgespeeld, en maar liefst viermaal verloren, en in het EuropaCup I toernooi was Ajax in twee wedstrijden tegen Bayern München in totaal met 6-3 onderuit gegaan. In de functie van technisch adviseur baarde Cruijff groot opzien door tijdens de wedstrijd bij een 3-2-achterstand tegen subtopper FC Twente op 30 november 1980 van de tribune in Amsterdam af te dalen en naast de verbouwereerde trainer Leo Beenhakker op de bank plaats te nemen. Na met 3-1 achter gestaan te hebben won het op dat moment als achtste geklasseerde Ajax, na onder meer Rijkaard in de ploeg te hebben gebracht, alsnog met 5-3. Een zesde competitienederlaag in de veertiende speelronde werd zodoende voorkomen. Ex-Feyenoorder Wim Jansen, door Cruijff gevraagd mee te komen van de Washington Diplomats naar Ajax, voegde zich bij de selectie. Tijdens de wedstrijd Ajax–FC Twente (5-3) was Jansen vooralsnog tribunezitter, hij zou zijn debuut pas 1 week later maken uit in Rotterdam in de wedstrijd Feyenoord-Ajax (4-2), waarin hij al na 18 minuten uitviel, nadat hij een sneeuwbal op één van zijn ogen had gekregen, geworpen door een jonge, rancuneuze Feyenoord-supporter. Vanaf januari 1981 begon het echt goed te draaien bij Ajax en in mei 1981 en juni 1981 finishte Ajax nog als 2de, een huzarenstukje. Ajax eindigde weliswaar op grote afstand van het dat seizoen superieure AZ'67, maar in ieder geval streefde Ajax de nummers 3, 4 en 5, FC Utrecht, Feyenoord en PSV, nog net voorbij. Ook haalde Ajax de bekerfinale, na onder meer subtopper FC Twente (5-1) en topclub PSV (2-2 uit, 2-1 thuis) te hebben uitgeschakeld. De bekerfinale werd in Amsterdam met 3-1 van landskampioen AZ'67 verloren.

### DS'79
Naast zijn werkzaamheden voor Ajax speelde Cruijff in januari 1981 ook vier vriendschappelijke wedstrijden als gastspeler voor eerste divisie-club DS'79 uit Dordrecht. Het verzoek daarvoor kwam van DS'79-voorzitter Nico de Vries, die zijn sportmerken Admiral en Pony meer onder de aandacht wilde brengen. Naast Cruijff had De Vries ook Rob Rensenbrink bereid gevonden om deel te nemen. Samen met DS'79 werkten de twee oud-internationals vier duels af. De eerste wedstrijd vond plaats op Stamford Bridge tegen toenmalige tweededivisionist Chelsea FC. Deze wedstrijd werd door de Dordtse club verloren met 4-2. De andere clubs waar nog tegen gespeeld werd, waren een thuiswedstrijd tegen AFC Ajax, die met 2-1 gewonnen werd, een uitwedstrijd tegen Royal Charleroi Sporting Club, waarvan 1-6 gewonnen werd met een doelpunt van Cruijf, en een wedstrijd tegen MVV Maastricht.

### Levante

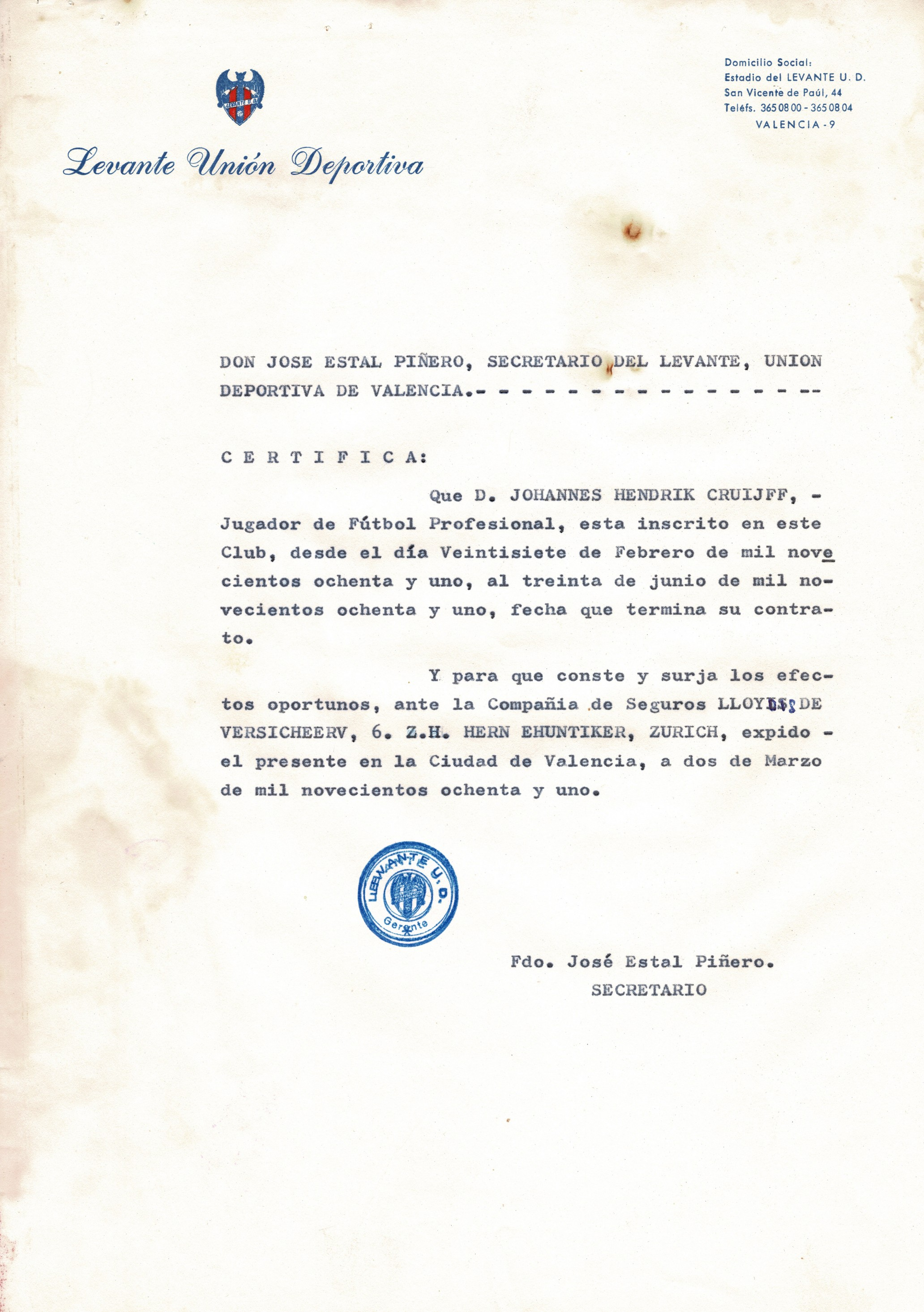
Levante UD-document waarin de ondertekening van de speler wordt bevestigd.

Omdat Cruijff begin 1981 het plan had zijn rentree te maken bij het Nederlands elftal, diende hij weer regelmatig te spelen. Zijn voornemen verspreidde zich door Europa en leidde tot concrete belangstelling van vier clubs. Arsenal was geïnteresseerd, maar wilde hem pas contracteren voor het seizoen 1981/82 waardoor een overgang naar Londen geen doorgang vond. Ook deed een onbekende Duitse club een aanbod, maar vanwege de verloren WK-finale was Cruijff niet geneigd om naar de Bundesliga te vertrekken. Na weken van onderhandelingen leek Leicester City de grootste kanshebber. Trainer Jock Wallace rekende al op zijn komst en liet de Engelse pers weten dat de overgang op een of twee puntjes na rond was. Toen dit nieuws Spanje bereikte kwam de vierde gegadigde Levante met een verbeterde aanbieding die meer financiële zekerheid bood. Cruijff bereikte op 28 februari 1981 overeenstemming met de tweede club van Valencia, waar ook zijn jeugdidool Faas Wilkes had gespeeld. De komst van Cruijff naar Levante was het idee van Luis Rodríguez, een supporter van de club. Levante stond rond de winterstop bovenaan in de Segunda División, maar desondanks bleef het stadion leeg. Rodríguez wist dat Cruijff in Nederland was en adviseerde het bestuur van de club om contact met hem te zoeken. De clubleiding vloog naar Nederland en ontmoette Cruijff in een hotel in Rotterdam. Coster regelde het contract waarin werd opgenomen dat de voetballer zou tekenen tot 30 juni 1981 in ruil voor een vast bedrag van tien miljoen peseta. Omgerekend naar de toenmalige wisselkoers kwam dit neer op een bedrag van ongeveer 250.000 gulden. De hoogte van de vergoeding werd destijds omschreven als een regelrecht schandaal. Levante bleek echter nooit in staat om aan de overeenkomst te voldoen. Cruijff ontving uiteindelijk niet meer dan zes miljoen peseta.
Op 1 maart 1981 maakte Cruijff in de Spaanse tweede divisie zijn debuut tegen Palencia. Het zorgde ervoor dat de thuishaven Estadi Ciutat de València voor de eerste en enige keer helemaal uitverkocht was. De komst van Cruijff bleek echter een negatieve invloed op de club te hebben. Er werd niet meer serieus gevoetbald en binnen het bestuur van Levante draaide alles alleen nog maar om geld. Hoewel er rond de kerst nog uitzicht was op promotie naar het hoogste niveau, eindigde de club uiteindelijk als negende op de ranglijst. De organisatie binnen de club was een puinhoop geworden en spelers hadden zich tegen het einde van het seizoen opgesloten in de kleedkamers om het bestuur te dwingen hun salarissen uit te betalen. Ook Cruijff kende een teleurstellende periode bij Levante. Zijn gehele verblijf was gekenmerkt door lichte blessures en vormverlies, waardoor hij niet verder kwam dan tien optredens en twee doelpunten.

### Washington Diplomats
Nog voordat zijn dienstverband bij Levante officieel was afgelopen, tekende Cruijff op 18 juni 1981 opnieuw een contract bij Washington Diplomats. Zijn rentree op de Amerikaanse velden vond plaats op 1 juli tijdens het uitduel tegen San Diego Sockers (3-2 verlies). Tijdens zijn tweede seizoen bij de Diplomats kwam Cruijff echter, als gevolg van de naweeën van een hamstringblessure, maar tot vijf optredens en maakte hij slechts twee doelpunten. De kwetsuur aan zijn hamstrings had hij in juni 1981 opgelopen tijdens het Mundialito-toernooi, waar hij als gastspeler deelnam aan een vriendschappelijke wedstrijd tussen AC Milan en Feyenoord. Spelersmakelaar Ploon Konijnenburg had geregeld dat Cruijff een helft aan de zijde van Milan mee zou spelen voor een bedrag van 20.000 dollar.

### Ajax

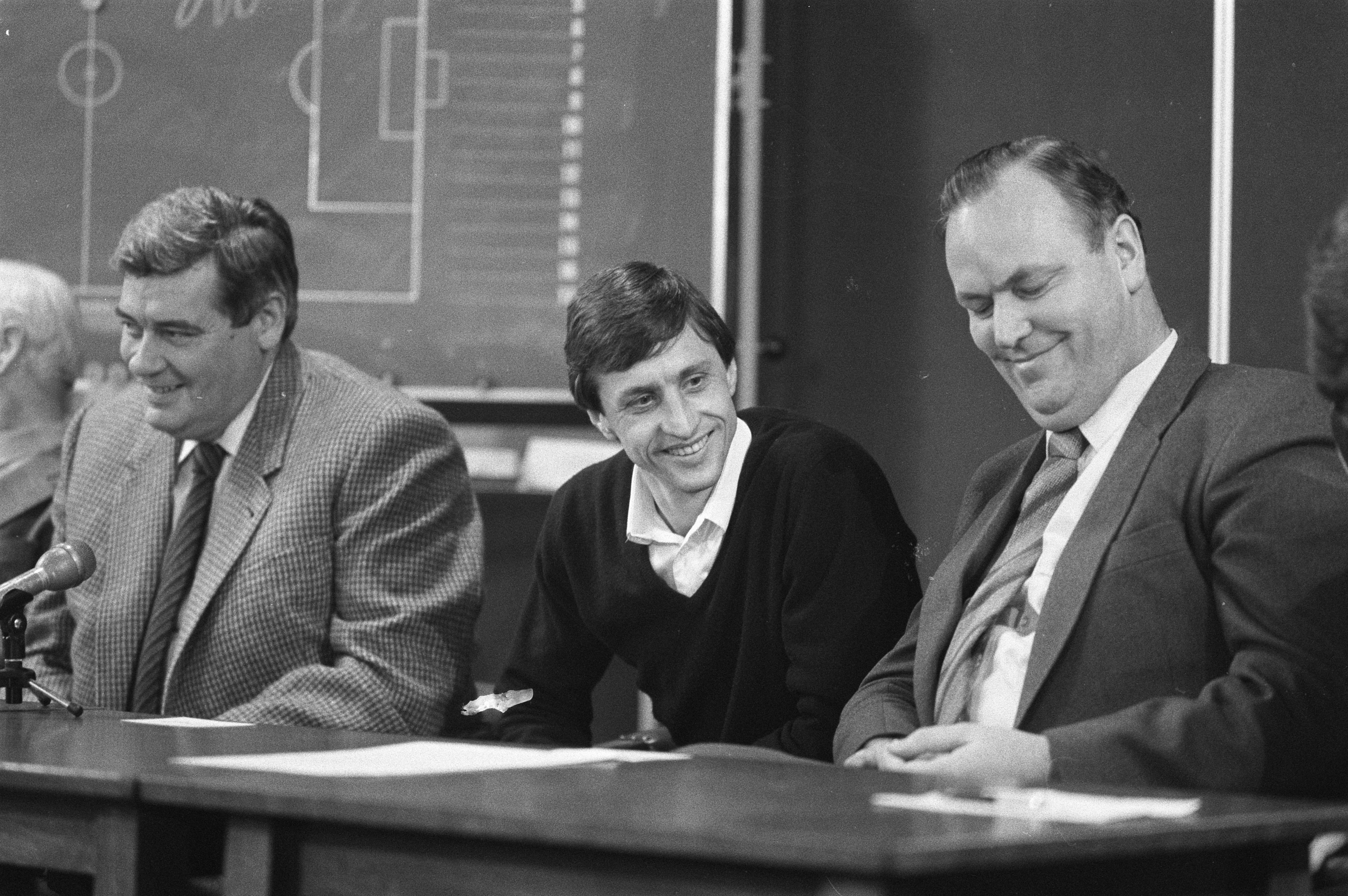
Johan Cruijff bij zijn terugkeer naar Ajax in 1981. Links van hem zit Ajax-voorzitter Harmsen en rechts Ajax-secretaris Bartels.

In december 1981 keerde Cruijff terug bij Ajax. Het was Jack van Gelder, indertijd sinds 1979 PR-manager van Cruyff Sports, die ervoor zorgde dat beide partijen weer met elkaar in gesprek gingen. Op een zondagmiddag deed Van Gelder verslag voor Langs de Lijn en daarin stelde hij dat het te gek voor woorden was dat zowel Cruijff als Ajax graag met elkaar wilden samenwerken, maar dat beide partijen te trots waren om de eerste stap te zetten. Vervolgens belde diezelfde avond Rolf Leeser, een goede vriend van Michels, naar Van Gelder met de boodschap dat hij best een bemiddelende rol wilde spelen. De volgende ochtend kwam Van Gelder tot het besef dat hij die rol ook zelf kon spelen. Nadat hij daarvoor toestemming van Cruijff had ontvangen, belde hij met Ajax-voorzitter Harmsen die ook meteen akkoord ging. Er volgde een constructief gesprek, maar na afloop van het onderhoud bestond er geen eensgezindheid binnen de clubleiding van Ajax. Van Eijden en Harmsen bleken voor de komst van Cruijff, maar zij wisten de overige drie bestuursleden niet te overtuigen. Westrik en Neefjes werden door penningmeester Bartels tegengehouden omdat die vond dat je met Cruijff een financieel risico binnenhaalde en er dus vrijwel zeker problemen over geld zouden ontstaan.
Intussen werd Van Gelder door Harmsen getipt dat tijdens een volgende bestuursvergadering de beslissing over de komst van Cruijff zou vallen. Van Gelder besloot vervolgens een truc toe te passen om de terugkeer van Cruijff door het bestuur te loodsen. Hij belde de avond van tevoren met Neefjes om hem te vertellen op de hoogte te zijn van de geplande stemming een dag later. Vervolgens wist Van Gelder hem wijs te maken dat hij als enige bestuurslid tegen de komst van Cruijff zou zijn. Neefjes antwoordde dat hij dat niet op zijn geweten wilde hebben. Toen Harmsen de volgende dag tijdens de bestuursvergadering, in tegenstelling tot alle andere keren, de stemming bij Neefjes begon, ging die akkoord met Cruijffs komst. De beslissing van Neefjes leidde tot een unaniem bestuursbesluit, waardoor Cruijff terug kon keren naar de club waar hij zijn carrière was begonnen.
Cruijff ondertekende een contract op recettebasis waarbij werd afgesproken dat zodra er meer dan 11.000 toeschouwers in De Meer zaten, hij de helft van de meeropbrengst ontving. Met deze deal waren beide partijen tevreden, aangezien enerzijds het Ajax-bestuur wist dat wedstrijden in 1980 soms door niet meer dan 8.000 mensen werden bezocht, en Cruijff zich anderzijds realiseerde dat hij persoonlijk voor extra toeschouwers kon zorgen, zeker wanneer het met Ajax sportief weer bergopwaarts zou gaan. Ondanks prima resultaten in, en een eerste plaats ná de eerste acht competitieduels van het seizoen 1981/1982 in augustus en september 1981, het eerste kwart van de competitie, stond Ajax op het moment dat Cruijff arriveerde vlak voor de winterstop, vlak voor het einde van de eerste competitiehelft, op de 3de plaats, een straatlengte achter op PSV en AZ. Dit werd veroorzaakt door slechte resultaten in de competitie in oktober 1981 (twee ruime nederlagen uit, één gelijkspel tegen NAC thuis). Ajax had de beschikking over de nodige 17- tot 20-jarige talenten (onder anderen Wim Kieft, Frank Rijkaard, Gerald Vanenburg, Sonny Silooy, Jesper Olsen), maar deze wisten het voetbal niet naar een hoger plan te brengen. Het was maar de vraag of de inmiddels 34-jarige Cruijff daar verandering in kon brengen.

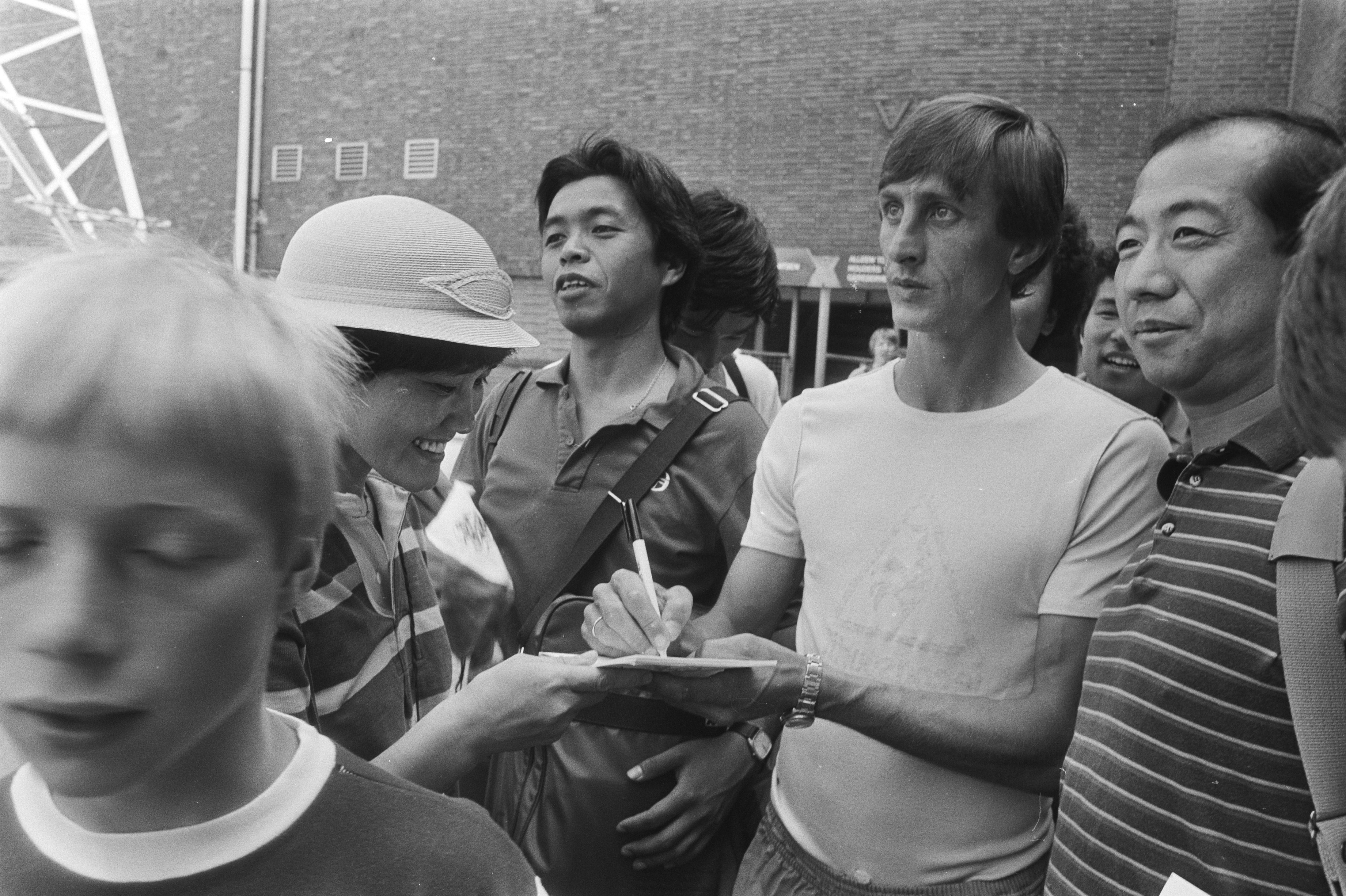
Cruijff met Japanse fans na een training van Ajax in 1982

De comeback van Cruijff vond plaats op 6 december 1981 tegen HFC Haarlem in een uitverkochte De Meer. Er kwamen die middag 12.000 toeschouwers meer opdagen dan normaal, terwijl in de rij voor de loketten nog duizenden fans stonden. Aanvankelijk bestond er scepsis over Cruijffs komst, maar deze wist hij in de 21e minuut weg te nemen toen hij na aangeven van Sören Lerby in het strafschopgebied langs Piet Huijg en Martin Haar slalomde en de 1-0 aantekende door de bal met een subtiel lobje over keeper Edward Metgod heen te wippen. Het stadion raakte uitzinnig en het publiek zag dat de speler met rugnummer 14 'het' nog kon. Met de komst van Cruijff verdween de wisselvalligheid bij Ajax, waardoor PSV en AZ na de winterstop op de ranglijst konden worden gepasseerd. De club uit Amsterdam verloor geen enkele wedstrijd in de competitie meer en speelde nog slechts twee keer gelijk en doordat de naaste concurrenten in het slot van de competitie punten lieten liggen werd Ajax in 1982 met vijf punten voorsprong op nummer twee, PSV, en een imposant doelsaldo van +75 (117-42) alsnog landskampioen.
Bijna exact een jaar na zijn comeback zorgde Cruijff opnieuw voor een zeldzaam moment, toen Ajax op 5 december 1982 met 1-0 voorstond tegen Helmond Sport. De Amsterdammers kregen een penalty, waarna Cruijff de bal opeiste. Dit was op zichzelf al een opvallend voorval, omdat de routinier nog nooit eerder een penalty voor Ajax had genomen. De uitvoering was vervolgens echter nog curieuzer: Cruijff legde de bal breed op Jesper Olsen en die schopte hem terug naar Cruijff, die simpel binnen kon tikken omdat doelman Otto Versfeld naar Olsen toeliep. De Helmond-spelers protesteerden nog, maar de genomen strafschop voldeed aan de reglementen. Het doelpunt ging de hele wereld over, maar later bleek dat het niet de eerste keer was dat een penalty in drieën werd genomen. Het Feyenoord-duo Bas Paauwe en Gerard Kuppen vertoonde dit kunstje op 4 mei 1944 tegen Sparta al eens eerder, en ook in 1936 werd in een wedstrijd door de club Surinam Boys zo'n penalty genomen Het seizoen 1982/83 werd door Ajax opnieuw succesvol afgesloten met een landskampioenschap en de KNVB Beker.
In de laatste maanden van het seizoen kwam Cruijff in conflict met Ajax-voorzitter Harmsen. Het bestuurslid vond Cruijff te oud en wilde zijn salaris van anderhalf miljoen gulden niet uitbetalen. Gedreven door rancune over de behandeling door het Ajax-bestuur gaf Cruijff aan Coster de opdracht om contact te zoeken met Feyenoord voor een onvoorstelbaar geachte overstap naar de aartsrivaal. Na maanden van onderhandelingen kwamen partijen tot een overeenstemming, waarbij een soortgelijke beloningsconstructie op recettebasis werd opgezet als bij Ajax, aangezien de clubkas van Feyenoord bijna leeg was. Op 10 mei 1983 kondigde Cruijff zijn afscheid aan. Een week later, na de gewonnen bekerfinale, vertrok het clubicoon.

### Feyenoord

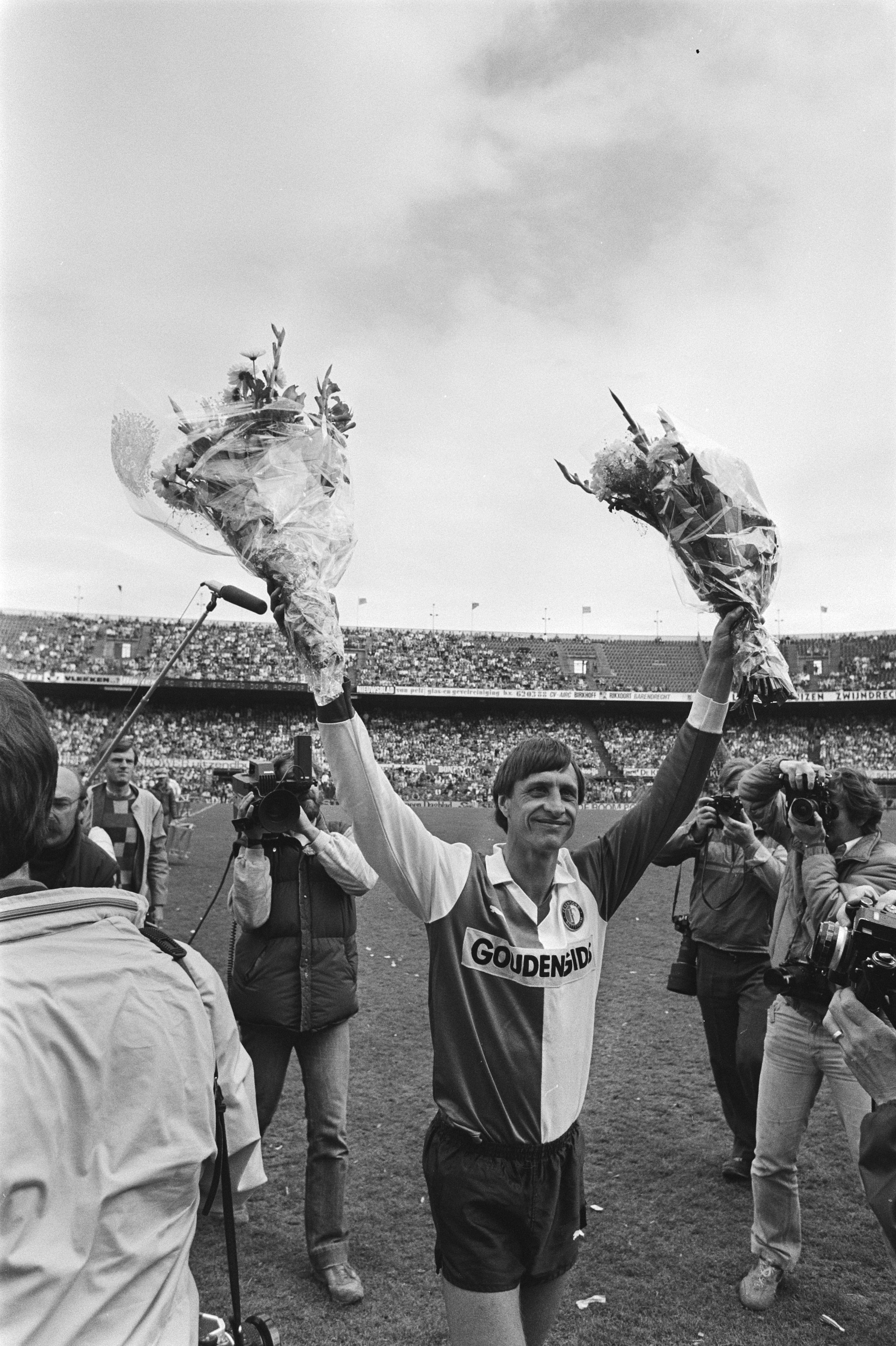
Cruijff bij zijn afscheid als voetballer in 1984

Aanvankelijk hadden de supporters van Feyenoord moeite met de van Ajax overgekomen routinier. Deze verdween snel toen Cruijff, nadat hij op 21 augustus 1983 debuteerde tegen FC Volendam, zijn waarde bewees. Ondanks een 8-2-nederlaag tegen Ajax haalde Cruijff zijn sportieve revanche door met de Rotterdamse club zowel de landstitel als de KNVB Beker te winnen. Behalve aan een getergde Cruijff was dit te danken aan de sterk spelende Ruud Gullit en André Hoekstra en de trefzekere Peter Houtman. Ondanks zijn relatief hoge leeftijd speelde Cruijff dat seizoen op één wedstrijd na alle competitieduels. Die ene gemiste wedstrijd werd prompt verloren, met 1-0 bij FC Groningen, samen met de 8-2 afgang bij Ajax Feyenoords enige competitienederlaag van dat seizoen. Door zijn prestaties op het veld werd de 37-jarige Feyenoorder in 1984 voor een vijfde maal gekozen tot Nederlands voetballer van het jaar. Aan het einde van het seizoen kondigde de routinier zijn definitieve afscheid aan. Op 13 mei 1984 werd hij in het competitieduel tegen PEC Zwolle elf minuten voor tijd met een symbolische rode kaart van het veld gestuurd door scheidsrechter Severein. Hij werd vervangen door een jeugdige Mario Been.
Zijn allerlaatste duel speelde Cruijff driekwart jaar later in Saoedi-Arabië, toen Feyenoord voor vele miljoenen een zeer aanlokkelijk aanbod ontving van de Saoedische koning Fahd. Twee afzwaaiende internationals van het Saoedische nationale elftal kregen een afscheidsduel aangeboden en omdat Cruijff de beste voetballer was die de koning ooit zag, moest en zou hij meespelen. Cruijff, al gestopt met voetballen, verscheen ongetraind aan de aftrap. Hij scoorde in de eerste helft tweemaal voor het elftal van Saoedi-Arabië en bracht Feyenoord na de rust terug in de wedstrijd met een doelpunt en een assist. Nadat het duel in een 2-2-gelijkspel was geëindigd ontving Cruijff als dank voor zijn deelname een veeldelig 24-karaats gouden servies.

### Wedstrijden en doelpunten
| Seizoen         | Club                 | Land                                          | Competitie                   | Competitie | Competitie | Beker | Beker | Internationaal | Internationaal | Totaal | Totaal |
| Seizoen         | Club                 | Land                                          | Competitie                   | Wed.       | Dlp.       | Wed.  | Dlp.  | Wed.           | Dlp.           | Wed.   | Dlp.   |
| --------------- | -------------------- | --------------------------------------------- | ---------------------------- | ---------- | ---------- | ----- | ----- | -------------- | -------------- | ------ | ------ |
| 1964/65         | Ajax                 | Vlag van Nederland                            | Eredivisie                   | 10         | 4          | 0     | 0     | 0              | 0              | 10     | 4      |
| 1965/66         | Ajax                 | Vlag van Nederland                            | Eredivisie                   | 19         | 16         | 4     | 9     | 0              | 0              | 23     | 25     |
| 1966/67         | Ajax                 | Vlag van Nederland                            | Eredivisie                   | 30         | 33         | 5     | 5     | 6              | 3              | 41     | 41     |
| 1967/68         | Ajax                 | Vlag van Nederland                            | Eredivisie                   | 33*        | 25         | 5     | 6     | 2              | 1              | 40     | 32     |
| 1968/69         | Ajax                 | Vlag van Nederland                            | Eredivisie                   | 29         | 24         | 3     | 3     | 10             | 6              | 42     | 33     |
| 1969/70         | Ajax                 | Vlag van Nederland                            | Eredivisie                   | 33         | 23         | 5     | 6     | 8              | 4              | 46     | 33     |
| 1970/71         | Ajax                 | Vlag van Nederland                            | Eredivisie                   | 25         | 21         | 6     | 5     | 6              | 1              | 37     | 27     |
| 1971/72         | Ajax                 | Vlag van Nederland                            | Eredivisie                   | 32         | 25         | 4     | 3     | 9              | 5              | 45     | 33     |
| 1972/73         | Ajax                 | Vlag van Nederland                            | Eredivisie                   | 26         | 16         | 0     | 0     | 6              | 3              | 32     | 19     |
| 1973/74         | Ajax                 | Vlag van Nederland                            | Eredivisie                   | 2          | 3          | 0     | 0     | 0              | 0              | 2      | 3      |
| Club totaal     | Club totaal          | Club totaal                                   | Club totaal                  | 239        | 190        | 32    | 37    | 47             | 23             | 318    | 250    |
| 1973/74         | FC Barcelona         | Vlag van Spanje (11 okt. 1945- 20 jan. 1977)  | Primera División             | 26         | 16         | 12    | 8     | 0              | 0              | 38     | 24     |
| 1974/75         | FC Barcelona         | Vlag van Spanje (11 okt. 1945- 20 jan. 1977)  | Primera División             | 30         | 7          | 12    | 7     | 8              | 0              | 50     | 14     |
| 1975/76         | FC Barcelona         | Vlag van Spanje (11 okt. 1945- 20 jan. 1977)  | Primera División             | 20         | 6          | 10    | 3     | 9              | 2              | 39     | 11     |
| 1976/77         | FC Barcelona         | Vlag van Spanje (11 okt. 1945- 20 jan. 1977)  | Primera División             | 30         | 14         | 9     | 6     | 7              | 5              | 46     | 25     |
| 1977/78         | FC Barcelona         | Vlag van Spanje (11 okt. 1945- 20 jan. 1977)  | Primera División             | 28         | 5          | 7     | 1     | 10             | 5              | 46     | 11     |
| Club totaal     | Club totaal          | Club totaal                                   | Club totaal                  | 143        | 48         | 50    | 25    | 34             | 12             | 227    | 85     |
| 1979            | Los Angeles Aztecs   | Vlag van Verenigde Staten                     | North American Soccer League | 27         | 14         | 0     | 0     | 0              | 0              | 27     | 14     |
| Club totaal     | Club totaal          | Club totaal                                   | Club totaal                  | 27         | 14         | 0     | 0     | 0              | 0              | 27     | 14     |
| 1980            | Washington Diplomats | Vlag van Verenigde Staten                     | North American Soccer League | 27         | 10         | 0     | 0     | 0              | 0              | 27     | 10     |
| Club totaal     | Club totaal          | Club totaal                                   | Club totaal                  | 27         | 10         | 0     | 0     | 0              | 0              | 27     | 10     |
| 1980/81         | Levante              | Vlag van Spanje (21 jan. 1977 - 18 dec. 1981) | Segunda División             | 10         | 2          | 0     | 0     | 0              | 0              | 10     | 2      |
| Club totaal     | Club totaal          | Club totaal                                   | Club totaal                  | 10         | 2          | 0     | 0     | 0              | 0              | 10     | 2      |
| 1981            | Washington Diplomats | Vlag van Verenigde Staten                     | North American Soccer League | 5          | 2          | 0     | 0     | 0              | 0              | 5      | 2      |
| Club totaal     | Club totaal          | Club totaal                                   | Club totaal                  | 32         | 12         | 0     | 0     | 0              | 0              | 32     | 12     |
| 1981/82         | Ajax                 | Vlag van Nederland                            | Eredivisie                   | 15         | 7          | 1     | 0     | 0              | 0              | 16     | 7      |
| 1982/83         | Ajax                 | Vlag van Nederland                            | Eredivisie                   | 21         | 7          | 7     | 2     | 2              | 0              | 30     | 9      |
| Club totaal     | Club totaal          | Club totaal                                   | Club totaal                  | 275        | 204        | 40    | 39    | 49             | 23             | 364    | 266    |
| 1983/84         | Feyenoord            | Vlag van Nederland                            | Eredivisie                   | 33         | 11         | 7     | 1     | 4              | 1              | 44     | 13     |
| Club totaal     | Club totaal          | Club totaal                                   | Club totaal                  | 33         | 11         | 7     | 1     | 4              | 1              | 44     | 13     |
| Carrière totaal | Carrière totaal      | Carrière totaal                               | Carrière totaal              | 520        | 291        | 97    | 65    | 87             | 36             | 704    | 395    |

* Exclusief de gestaakte wedstrijd Ajax - Feyenoord (21 januari 1968)

## Interlandcarrière

### Debuut en controverse

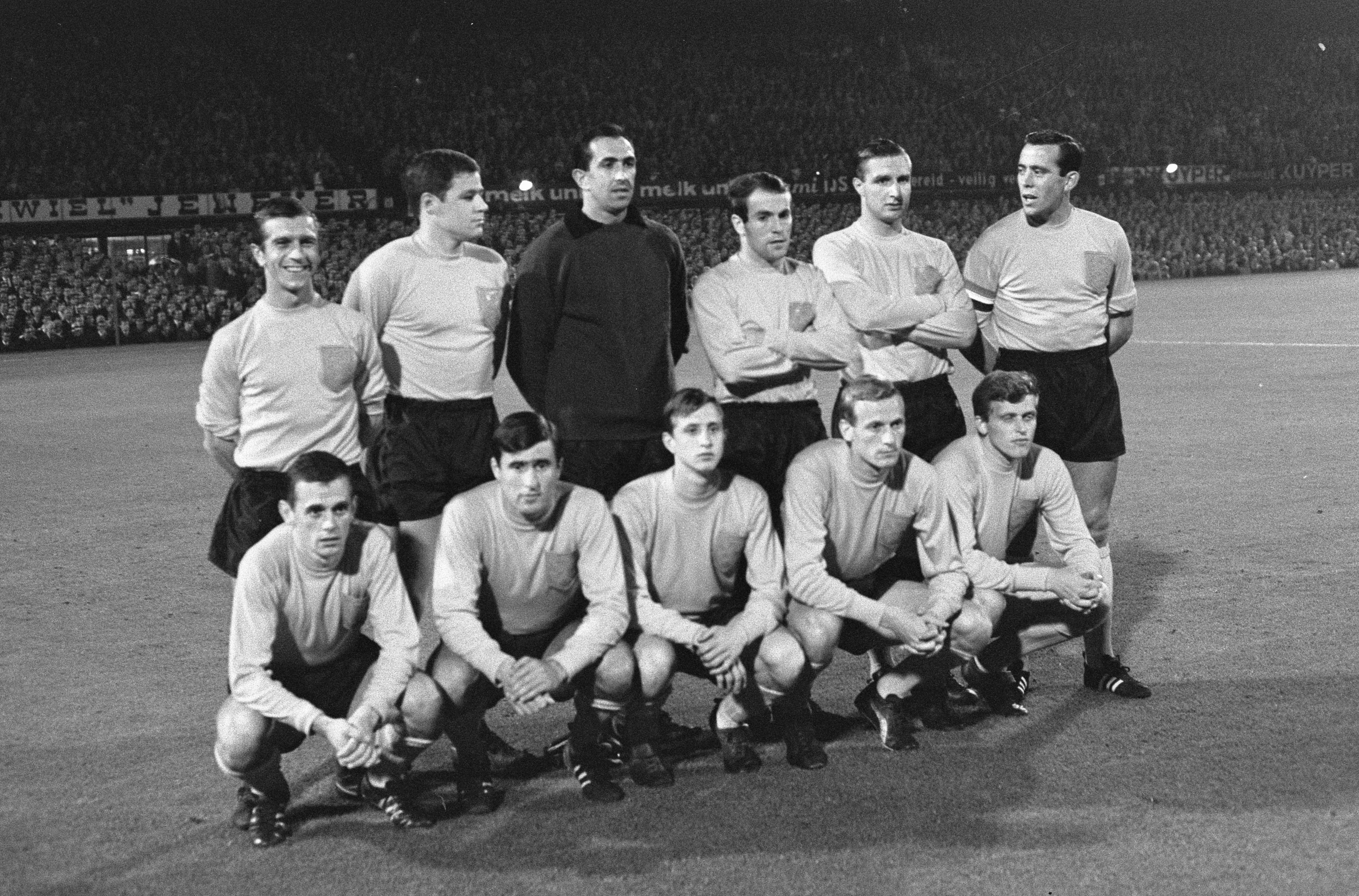
Debuut van Cruijff bij het Nederlands elftal in 1966. Staand: Flinkevleugel, Israël, Pieters Graafland, Muller, Veldhoen, Schrijvers. Zittend: Pijs, Swart, Cruijff, Nuninga, Keizer.

Cruijff maakte op 7 september 1966 als negentienjarige zijn debuut voor het Nederlands elftal tijdens de EK-kwalificatiewedstrijd tegen Hongarije. De aanvaller maakte het tweede doelpunt voor Oranje, waardoor de confrontatie in een 2-2-gelijkspel eindigde. Een klein half jaar eerder, op 9 februari 1966, maakte Cruijff al zijn officieuze opwachting voor het Nederlands elftal in een oefeninterland tegen Racing Strasbourg. In dat duel maakte Cruijff een hattrick en won Oranje met 7-0. Al in zijn tweede interland, op 6 november 1966 tegen Tsjecho-Slowakije, werd Cruijff uit het veld gestuurd. Hij is daarmee de eerste Nederlandse international die van het veld gestuurd werd. Cruijff zou scheidsrechter Glöckner in het gezicht hebben geslagen, hoewel dit door de speler zelf werd betwist. De KNVB besloot Cruijff naar aanleiding van het incident een jaar lang uit te sluiten van interlandvoetbal, maar onder druk van de media werd de aanvaller na acht maanden alweer opgeroepen voor het EK-kwalificatieduel tegen de DDR. Zijn rentree wist hij binnen twee minuten op te luisteren met een doelpunt, waarmee ook meteen de eindstand werd bepaald.
Hoewel Cruijff al snel naam maakte binnen Oranje, bleek het geen aanzet tot een langdurige interlandcarrière. In 1968 begon er onenigheid te ontstaan tussen Cruijff en de KNVB. De aanvaller kon zich, samen met vier ploeggenoten van Ajax, niet vinden in de hoogte van de vergoeding die zij zouden ontvangen voor de deelname aan een trainingskamp en het spelen van een interland tegen Bulgarije. De internationals onder leiding van Cruijff wilden alleen voor Oranje uitkomen als daar ook een substantieel geldbedrag tegenover stond. Het was niet ongebruikelijk dat Cruijff zo nu en dan zijn eigen belangen boven het landsbelang stelde. Hij zei daarom regelmatig om diverse redenen wedstrijden af. Zo werd de aanvaller eens geschorst door bondscoach Keßler omdat hij, vanwege het bezoeken van een buitenlandse schoenenbeurs in het kader van zijn eigen bedrijf, een belangrijke training had gemist. Hoewel de verstandhouding bij vlagen soms moeizaam verliep werd Cruijff inmiddels wel verkozen tot aanvoerder van het Nederlands elftal. Deze rol vervulde hij al sinds zijn vijftiende interland, op 1 december 1971. De aanvoerdersband zou hij de resterende 33 wedstrijden van zijn interlandcarrière behouden.
Ondanks de internationale successen van Ajax en Feyenoord eind jaren 60 en begin jaren 70 wist het Nederlands elftal zich niet te kwalificeren voor het WK in 1970 en EK in 1972. Cruijff gaf later toe dat in die periode het belang van Oranje niet zo werd ingezien. Voor het WK in 1974 wist Nederland zich wel te plaatsen, na 36 jaar van afwezigheid op het mondiale eindtoernooi. Voordat er werd afgereisd naar gastland West-Duitsland verklaarde Cruijff tegenover Voetbal International dat dit zijn eerste en laatste WK zou zijn. De aanvaller liet er geen twijfel over bestaan dat hij in 1978 op zijn 31e zou stoppen met voetballen. Deelname aan het volgende WK in Argentinië werd daarmee uitgesloten. Cruijff zag op tegen het lange verblijf in Zuid-Amerika, maar vreesde ook de risico's die hij in Argentinië zou lopen. In 1972 had Ajax in Buenos Aires om de Wereldbeker gespeeld en die reis was gepaard gegaan met verschillende incidenten. Tevens lag bij een verblijf in Zuid-Amerika het gevaar van kidnapping op de loer.

### WK 1974

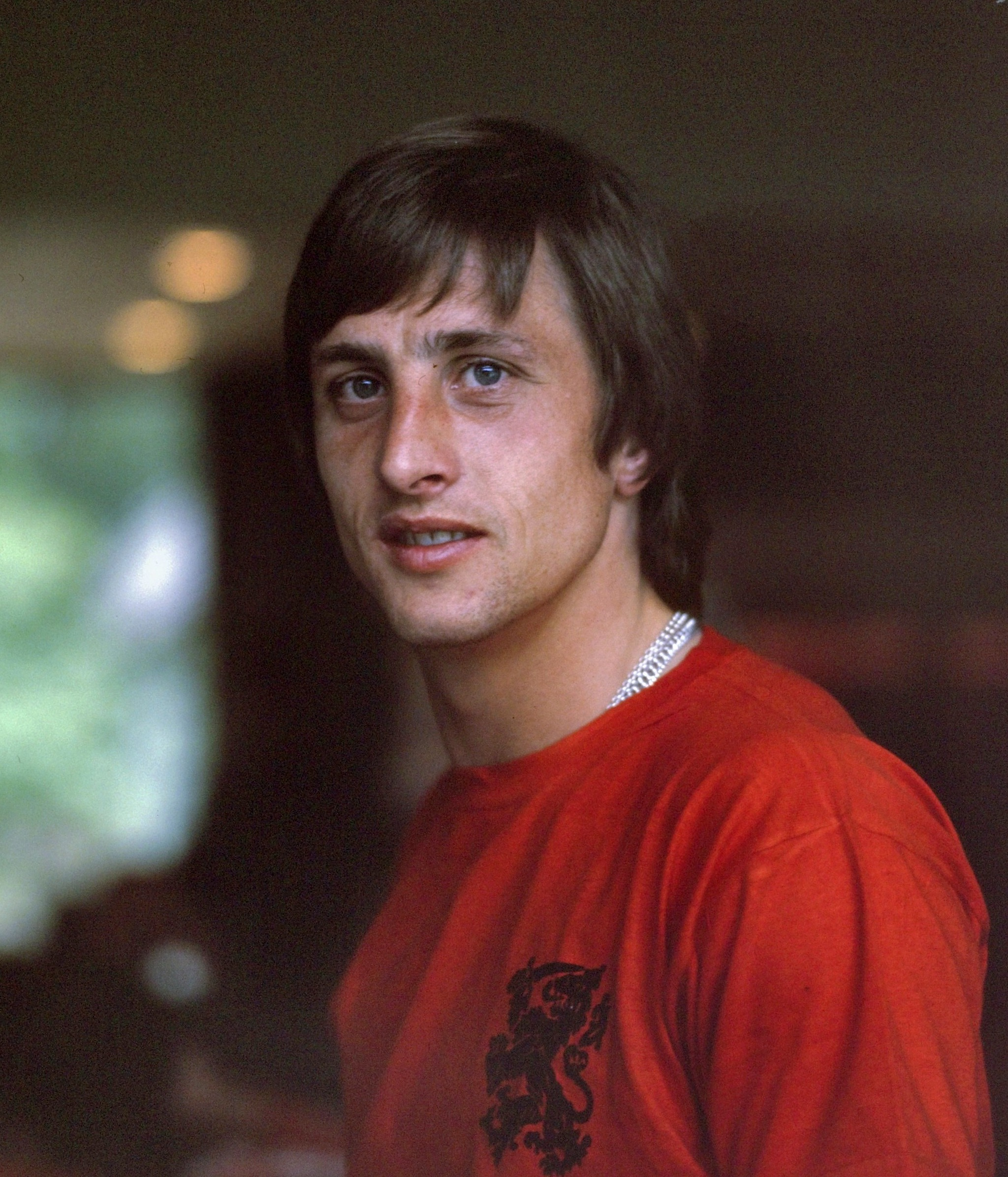
Johan Cruijff in 1974

Onder leiding van bondscoach Rinus Michels begon Oranje op 15 juni 1974 voortvarend aan het WK. In het openingsduel tegen Uruguay bepaalden twee doelpunten van Johnny Rep de eindstand, en omdat Nederland tijdens de eerste speelronde als enige land indruk maakte werd het in de pers al meteen bestempeld tot aanstaand wereldkampioen. Tegen Zweden, de volgende tegenstander in de groepsfase, bleef het Nederlands elftal op een 0-0-gelijkspel steken. In het laatste groepsduel liet Oranje tegen Bulgarije echter zien waar het toe in staat was. Cruijff kreeg van Michels een vrije rol in de aanval. Zwervend over het hele veld schiep hij ruimte en bracht hij ploeggenoten in stelling. Nederland speelde het totaalvoetbal waar het nog jarenlang bekend om zou staan en versloeg de Bulgaren met 4-1. Oranje plaatste zich na twee overwinningen en een gelijkspel voor de finalepoule, waar Argentinië de volgende tegenstander werd. Tegen de Zuid-Amerikanen speelde Oranje zijn beste wedstrijd tot dan toe. Het systeem van Michels en Cruijff werd uitgevoerd zoals het is bedoeld. Cruijff maakte zijn eerste twee WK-doelpunten. Nederland won met 4-0 en kon zich opmaken voor het volgende duel tegen Oost-Duitsland. Deze partij was minder hoogstaand dan het duel tegen Argentinië, maar werd relatief eenvoudig gewonnen met 2-0. Een gelijkspel tijdens het laatste duel tegen Brazilië zou vervolgens voldoende zijn om de finale te bereiken. De ontmoeting met de regerend wereldkampioen ontaardde echter in een legendarische schoppartij, die werd ontsierd door het spuwen naar tegenstanders, het op elkaars voeten gaan staan en vliegende tackles. Oranje liet zich niet van de wijs brengen en dankzij de doelpunten van Neeskens en Cruijff werden de Brazilianen met 2-0 verslagen, waardoor Nederland voor de eerste maal de WK-finale bereikte.
Nog voordat de eindstrijd werd gespeeld ontstond er een rel aan Nederlandse zijde. Een dag voor de finale plaatste het Duitse boulevardblad Bild-zeitung een verhaal over een zwempartij bij het Waldhotel Krautkrämer in Hiltrup, waar het Nederlands elftal verbleef. Het artikel droeg als kop 'Cruyff, Sekt und nackte Mädchen' en beschreef een zwemfeest dat na de overwinning op Oost-Duitsland zou hebben plaatsgevonden, waarbij Nederlandse spelers in gezelschap van naakte Duitse vrouwen verkeerd zou hebben. Wat er precies die nacht is gebeurd bleef een raadsel, maar vooral Cruijff kreeg grote problemen met zijn vrouw Danny, die meteen aan de telefoon hing. Volgens sommigen zou dit invloed hebben gehad op het spel van Cruijff tijdens de finale, aangezien hij in die wedstrijd niet zijn gebruikelijke niveau haalde.

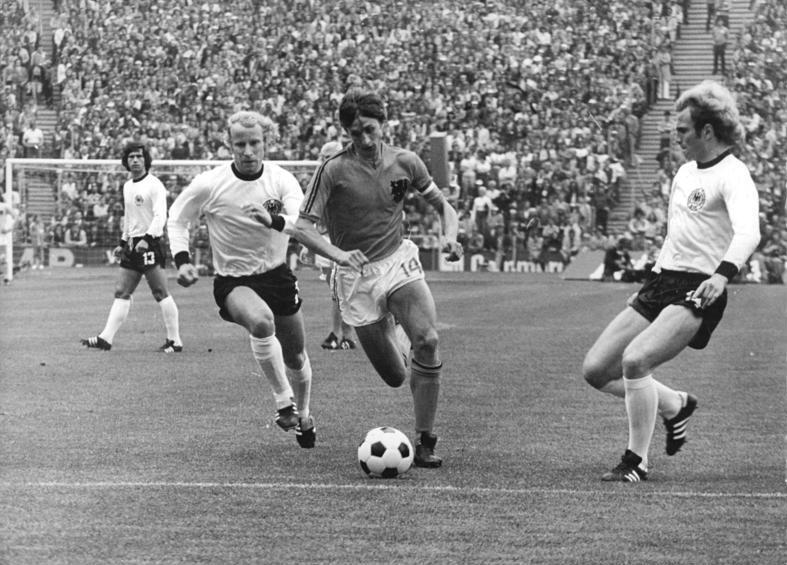
Vogts, Cruijff en Hoeneß (rechts) tijdens de WK-finale van 1974, vlak voordat Cruijff door laatstgenoemde in het strafschopgebied wordt neergelegd.

Op 7 juli 1974 trapte Nederland af voor de finale tegen West-Duitsland. Nog voordat de Duitsers de bal hadden aangeraakt, kwam Oranje al op voorsprong door een benutte strafschop van Neeskens. De strafschop werd gegeven na een overtreding van Uli Hoeneß op Cruijff die in deze wedstrijd geen grote rol meer zou spelen. Nadat West-Duitsland met een voorsprong de rust in ging kreeg Cruijff op weg naar de kleedkamer van scheidsrechter Taylor een gele kaart wegens aanhoudend protesteren. In de tweede helft probeerde Nederland iets terug te doen, maar het combinatiespel en de overmacht waarmee het team eerdere wedstrijden naar zijn hand zette ontbraken in de finale. Het duel eindigde in 1-2 en West-Duitsland werd wereldkampioen. De prestaties die Cruijff op het toernooi neerzette zorgden er wel voor dat hij na afloop tot beste speler van het WK werd verkozen.

### EK 1976
Twee jaar later kwalificeerde Nederland zich voor het EK in 1976. Het doel was om met een finaleplaats het verloren WK van twee jaar terug goed te maken. In de halve finale tegen Tsjecho-Slowakije wist Nederland echter niet te scoren en zorgden doelpunten van de opponent voor een 3-1-eindstand. Een van de hoofdpersonen tijdens het duel was scheidsrechter Thomas geweest, die bekendstond vanwege zijn strikte interpretatie van de spelregels. Van Hanegem en Neeskens ontvingen van hem een rode kaart, evenals de Tsjecho-Slowaak Pollák. Cruijff kreeg een gele kaart en omdat hij deze tijdens een kwalificatiewedstrijd ook al had ontvangen was het EK na één wedstrijd voor hem afgelopen. Nederland won vervolgens de troostfinale van Joegoslavië met 3-2, waardoor het alsnog derde eindigde.
Op 26 oktober 1977 speelde Cruijff, zoals hij jaren van tevoren al had aangekondigd, zijn laatste wedstrijd voor Oranje. Bijna niemand geloofde dat het Cruijffs laatste interland zou zijn, maar de hoofdpersoon zelf bleek vastbesloten. In 1981 leek het er even op dat Cruijff toch nog een rentree zou maken bij Oranje, toen hij een lang gesprek met bondscoach Rijvers had. Vanwege verschillende sponsorbelangen bereikten Cruijff (die een contract had met Cor du Buy Sports die van Rudi Dassler het importrecht van Puma voor de Benelux had verworven) en de KNVB (die werd gesponsord door Adidas) geen overeenstemming over het aantal strepen op de mouwen van de shirts. Cruijff wilde met twee strepen spelen, maar de KNVB hield vast aan de kenmerkende drie strepen van Adidas. Voorafgaand aan het WK 1974 speelde de strepenkwestie ook al, maar destijds gingen Adidas en de KNVB uiteindelijk akkoord met Cruijffs eisen, waardoor hij als enige Nederlandse speler in een shirt met twee strepen speelde. Alle andere internationals hadden wel de drie Adidas-strepen op hun tenue.

## Trainerscarrière

### Ajax
Na zijn actieve loopbaan was Cruijff tijdens het seizoen 1984/85 korte tijd technisch adviseur bij Roda JC. Cruijff leek nadien zijn weg te vervolgen bij Feyenoord, maar besloot medio 1985 toch terug te keren naar zijn jeugdliefde Ajax, dat Cruijffs eerdere trainer bij de club, Aad de Mos, had ontslagen. Het Ajax-bestuur verkoos Cruijff boven de 3 andere kandidaten Tomislav Ivić, Rinus Israël en Leo van Veen. Omdat Cruijff echter niet over de vereiste diploma's beschikte om als trainer aan de slag te gaan, trad de oud-speler op 6 juni 1985 als technisch directeur in dienst bij Ajax. Met deze functie kreeg hij de verantwoordelijkheid over alle technische zaken binnen de Amsterdamse club, van de jeugdopleiding tot het eerste elftal. Halverwege het seizoen ontving Cruijff van de KNVB officieel dispensatie om het eerste elftal te trainen in zijn rol als technisch directeur. De aanstelling kwam op kritiek te staan van diverse instanties binnen het voetbal. De club had met Spitz Kohn, Cor van der Hart en Tonny Bruins Slot weliswaar drie trainers met het A-diploma op zak, maar Cruijff bezat geen enkel diploma. In eerste instantie werd erover gesproken dat Kohn of Van der Hart officieel als hoofdcoach zou fungeren. Later meldde Cruijff dat er geen enkele hoofdtrainer was, maar dat de verantwoordelijkheid voor het eerste elftal bij het complete viertal lag, dit tot ergernis van de VVON, de Nederlandse belangenvereniging van trainers in het betaald voetbal. Eind juli besloot de KNVB onderzoek te doen naar de zaak. In januari 1986 besloot de KNVB Cruijff dispensatie te verlenen voor het uitoefenen van het vak van hoofdcoach. Willem van Hanegem, die bij Feyenoord werkzaam was, werd een dergelijk verzoek geweigerd.
Met het trainerschap bracht Cruijff nieuwe ontwikkelingen binnen de voetbalwereld op gang. Onder zijn toezicht werd het totaalvoetbal verder ontwikkeld en bovendien kwam hij met nieuwe inzichten. Zo huurde hij onder meer een operazanger in om zijn spelers op een andere manier te leren ademhalen. Ook liet hij jeugdvoetballers van positie wisselen, zodat aanvallers leerden hoe verdedigers dachten. Daarnaast was Cruijff van mening dat spelers een laag basissalaris moesten ontvangen en hoge prestatiepremies. Bij Ajax kreeg Cruijff de beschikking over een talentvolle groep, met spelers als Menzo, Silooy, Koeman, Vanenburg, Rijkaard, Van 't Schip, Van Basten, Bosman en De Wit. De successen als trainer volgden spoedig. Al in zijn eerste seizoen won Cruijff met Ajax het Amsterdam-710-toernooi (augustus 1985, 2-0 tegen Verona uit Italië en 4-1 tegen Atletico Mineiro uit Brazilië) en de KNVB Beker. De landstitel ging naar PSV, ondanks een positief Amsterdams doelsaldo van 85 (120 doelpunten voor en 35 tegen) en zeer aanvallend en spectaculair spel met een 3-4-3-systeem in de eerste competitiehelft en zelfs een 3-3-4-systeem in de tweede competitiehelft. Ajax finishte als tweede. Tijdens het tweede seizoen wist Ajax opnieuw alleen de prestaties in de KNVB Beker te verzilveren, de landstitel ging wederom naar Eindhoven, ook nu finishte Ajax als tweede in de eredivisie. Het Europese succes vormde echter een pleister op de wonde, want na veertien jaar werd opnieuw een internationale prijs behaald in de vorm van de Europacup II. Op 1 juni 1987, twee weken na het behalen van de Europacup II, schonk de KNVB Cruijff de licentie Coach Betaald Voetbal op grond van "zijn verdiensten voor het Nederlandse voetbal in het algemeen en Ajax in het bijzonder." De keuzeheer werd daarmee officieel bevoegd om als trainer aan de slag te gaan.
In de eerste helft van het seizoen 1987-1988 liep het elftal stroef. Veel van de spelers die Cruijff had ingepast vertrokken bij Ajax. Ronald Koeman en Gerald Vanenburg vertrokken al in de zomer van 1986 naar PSV, een overgang van Rijkaard naar die club kon ternauwernood worden voorkomen. In de zomer van 1987 vertrokken viervoudig Eredivisietopscorer Van Basten en routinier Silooy naar buitenlandse clubs, terwijl na een conflict met Cruijff ook Rijkaard enkele maanden later vertrok. Cruijff kwam daarnaast in conflict met routiniers Jan Sørensen en Peter Boeve. De aankopen die Cruijff deed, Jan Wouters, Danny Blind, Arnold Scholten en de Schot Alistair Dick in 1986, Henny Meijer, de Ier Frank Stapleton, de Fin Petri Tiainen, de Deen Jan Sørensen en de Zweed Peter Larsson in 1987, bleken niet allen direct versterkingen voor het eerste elftal te zijn. In de contractonderhandelingen voor een nieuw tweejarig contract eiste Cruijff dat hij zonder overleg met het bestuur aan- en verkopen zou mogen doen. Het bestuur was echter ontevreden over het getoonde spel en nam zelfs afstand van de trainingsmethode van Cruijff met de woorden "Het wordt tijd, dat een ploeg met dergelijk spelersmateriaal eens leert meer dan één systeem te spelen." Ook had de club, sinds het ontslag van De Mos in 1985, geen landstitel meer behaald, Ajax was 2 keer als tweede gefinisht, en stond ook dit derde seizoen, 1987-1988, op de tweede plaats. Het bestuur wenste tevens Cruijff, gezien de resultaten en aankopen, geen carte blanche te geven in het technische beleid. In januari 1988 barstte de bom en diende Cruijff onverwacht zijn ontslag in.
Op 1 april 1988 publiceerde het Utrechts Nieuwsblad een artikel over een op handen zijnde overname van FC Utrecht. Een consortium van onder andere de Engelse krantenmagnaat Robert Maxwell, Philips, KLM en Cruijff zouden plannen hebben om FC Utrecht over te nemen. De supporters van de club waren fel gekant tegen deze overname, met name door de inmenging van oer-Ajacied Cruijff. Uiteindelijk ketste de overname af.

## Wetenswaardigheden

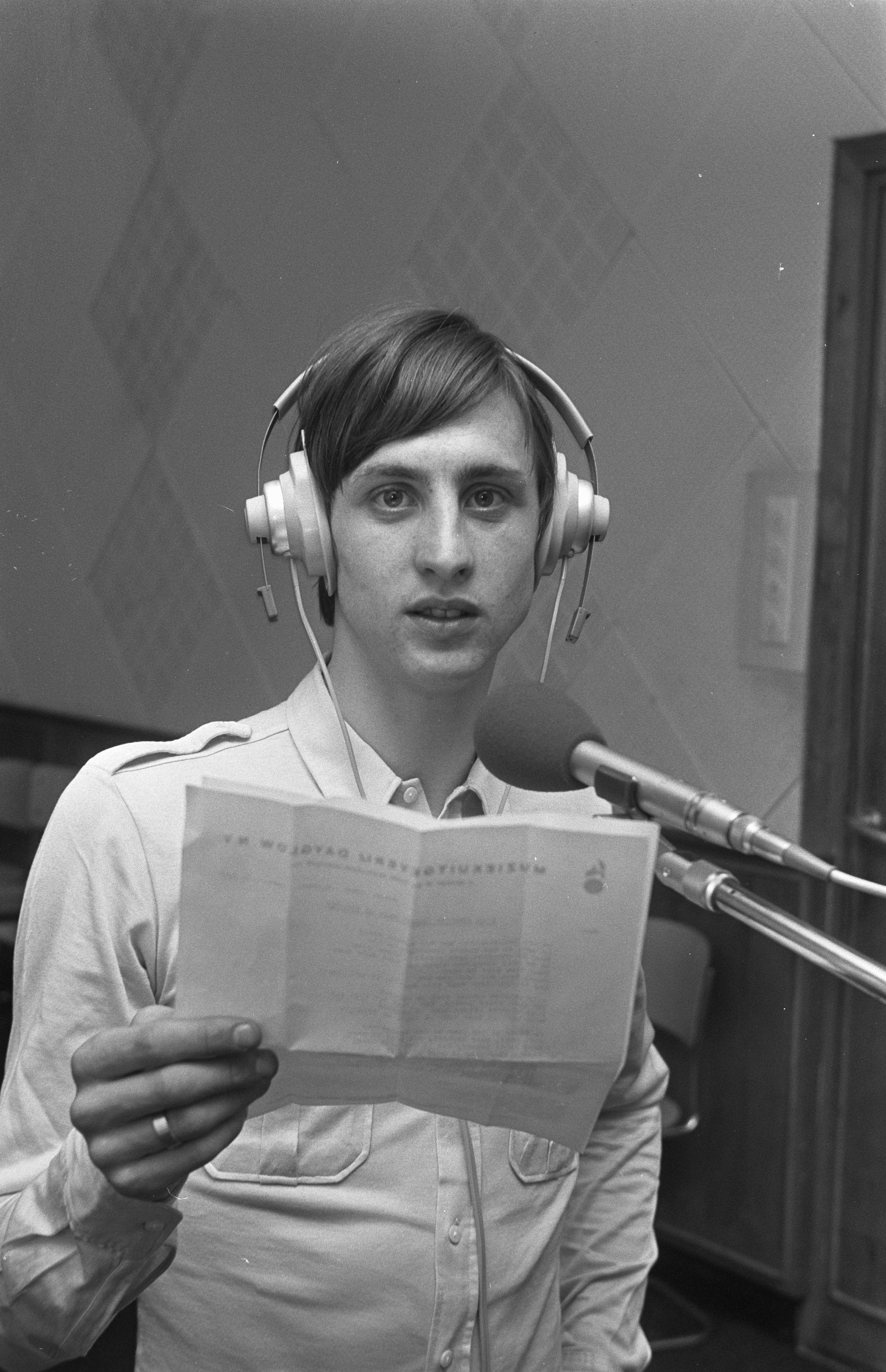
Opname van de single Oei oei oei (dat was me weer een loei)

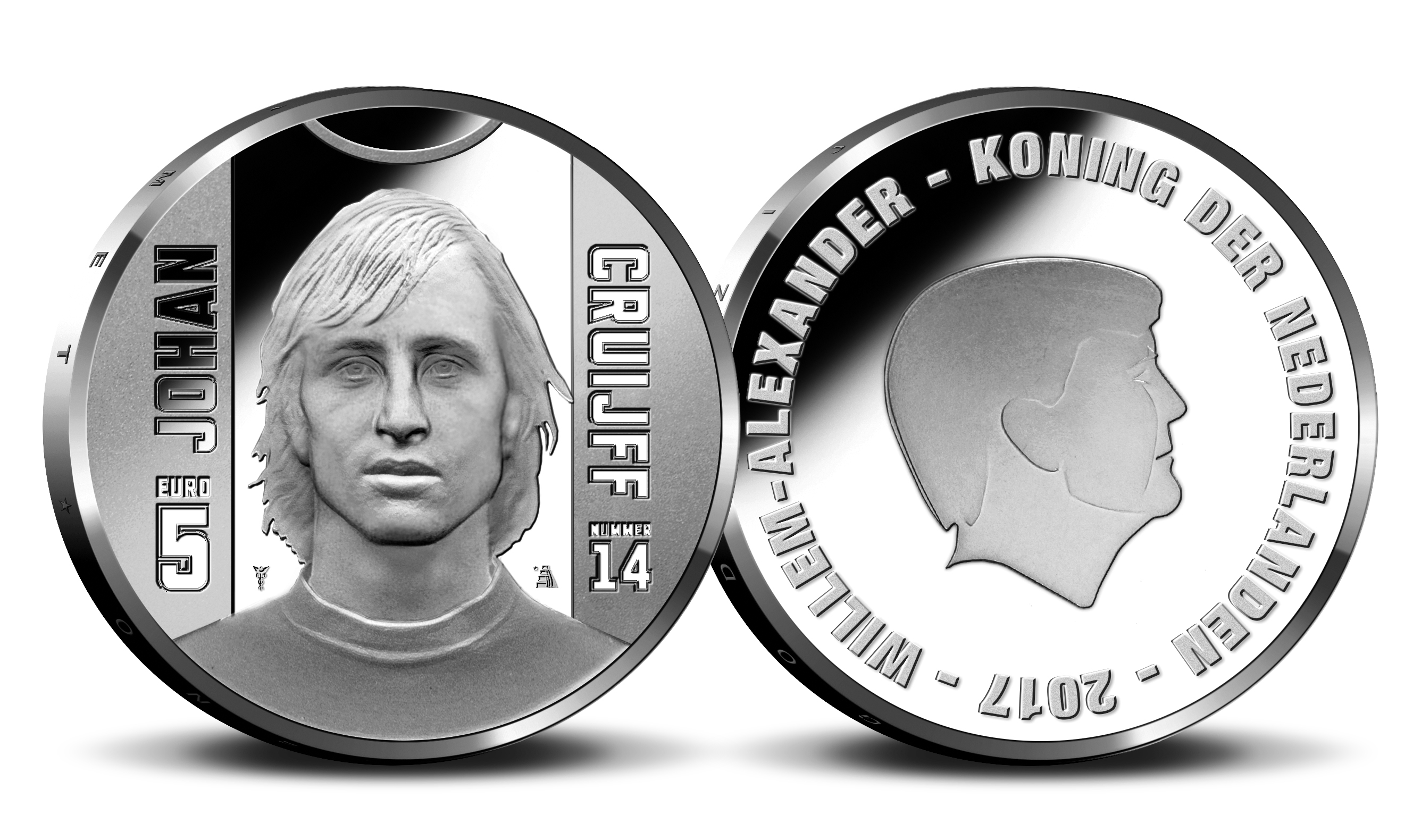
Euro munt, het Johan Cruijff Vijfje uitgegeven in 2017, ontworpen door Hennie Bouwe.

### FC Barcelona
In de maanden na zijn vertrek leek het er even op dat Cruijff naar sc Heerenveen zou vertrekken. Maar na een aanbod van FC Barcelona besloot de oud-speler terug te keren naar zijn voormalige werkgever. Evenals in Nederland ontstond er ook in Spanje bezwaar tegen zijn aanstelling als trainer. Cruijff beschikte wel over de benodigde diploma's, maar het ontbrak hem aan de vereiste drie jaar ervaring als trainer. Ondanks dit gemis werd de aanstelling van Cruijff toch goedgekeurd. Daarmee volgde hij interim-trainer Charly Rexach op, die in de jaren 70 te boek stond als een goede vriend van Cruijff tijdens hun gezamenlijke verblijf bij Barcelona. Rexach keerde terug in zijn oude functie als assistent-trainer en ging Cruijff ondersteunen bij de opbouw van een nieuw te vormen elftal. Een groot deel van de oorspronkelijke spelersgroep was namelijk in opstand gekomen vanwege een financieel dispuut en tijdens een door de spelers zelf ingelaste persconferentie op 28 april 1988 hadden ze het vertrek van het clubbestuur geëist. Clubpresident Núñez was weinig vergevingsgezind en had op negen spelers na de hele selectie ontslagen.
Door het vertrek van zoveel spelers hadden Núñez en Cruijff alle vrijheid om samen de fundamenten te leggen voor een elftal dat voldeed aan hun eigen wensen. Voor de totstandbrenging van het nieuwe FC Barcelona hanteerden zij een dubbele strategie. Allereerst moesten uit binnen- en buitenland de beste voetballers worden gecontracteerd. Naderhand zou de rest van het team worden aangevuld met talenten uit de cantera (jeugdopleiding). Het eerste deel van de strategie werd geconcretiseerd met Spaanse aankopen als José Bakero, Txiki Begiristain en Julio Salinas. Buitenlandse versterkingen verschenen er na het eerste seizoen toen Ronald Koeman en Michael Laudrup in 1989 en Christo Stoitsjkov in 1990 werden vastgelegd. Voor de doorstroom van talent had Cruijff tien jaar eerder een basis gelegd toen hij vlak voor zijn vertrek als speler een belangrijk advies had meegegeven aan Núñez: start een jeugdopleiding. Met de totstandkoming van La Masía had Núñez gehoor gegeven aan deze oproep, waardoor Cruijff na verloop van tijd een beroep kon doen op veelbelovende jeugdspelers als Pep Guardiola, Guillermo Amor, Albert Ferrer en Sergi Barjuán.
Het team dat Cruijff formeerde moest een speelstijl gaan hanteren die werd afgeleid van het totaalvoetbal. Uitgangspunten daarbij waren techniek en balbezit: Barcelona moest zo veel mogelijk de bal hebben, domineren en zich niet aanpassen aan de tegenstander. In de ogen van Cruijff is het behalen van punten niet het belangrijkste, dat is slechts een onderdeel van het spel. In zijn filosofie is de sleutel tot het behalen van resultaten het spelen van aanvallend voetbal. De visie van Cruijff werd niet alleen overgebracht op het eerste elftal maar ook gehanteerd binnen de gehele jeugdopleiding. Op die manier konden talenten vanuit de jeugd gemakkelijker de overstap maken naar het eerste elftal.
Na enkele seizoenen begon de speelstijl vruchten af te werpen en brak er een jarenlange bloeiperiode aan. Het succesvolle elftal kreeg als bijnaam het Dream Team, wat werd afgeleid van de gelijknamige Amerikaanse basketbalploeg die in 1992 in Barcelona olympisch goud won. Onder leiding van Cruijff doorbrak het Dream Team de jarenlange dominantie van Real Madrid en won het vier opeenvolgende landstitels (1991-1994), waarvan drie op de laatste speeldag van de competitie. Op Europees vlak legde Barcelona in 1989 beslag op de Europacup II en won het in 1992 de Europacup I. Tijdens beide finales waren de Catalanen te sterk voor Sampdoria. Vooral de winst van de Europacup I was een memorabel moment, aangezien het de eerste maal in de historie was dat Barcelona de belangrijkste Europese beker veroverde. Andere trofeeën die Barcelona onder het bewind van Cruijff op zijn naam schreef, zijn de Copa del Rey in 1990, de Europese Supercup in 1992 en drie Supercopas in 1991, 1992 en 1994. Met het winnen van deze elf prijzen werd Cruijff met afstand de meest succesvolle trainer uit de geschiedenis van de club. Het record bleef vijftien jaar staan, maar werd verbroken op 26 augustus 2011, toen Guardiola met het winnen van de Europese Supercup met Barcelona de twaalfde titel onder zijn leiding pakte en zo het aantal van zijn leermeester passeerde. Daar had hij slechts drie seizoenen voor nodig gehad.
Op 18 mei 1994 vond het keerpunt plaats in de succesreeks van het Dream Team. Het vooraf als favoriet bestempelde FC Barcelona verloor die avond de Champions League-finale van AC Milan met 4-0. In de voorgaande zestien edities was er slechts eenmaal een ploeg geweest die de finale met meer dan één doelpunt verschil verloor. Na de afstraffing volgden er voor Barcelona twee seizoenen zonder titel. Dit was met name te wijten aan de kwaliteitsafname van de spelersgroep door het vertrek van achtereenvolgens Laudrup, Romário, Koeman en Stoitsjkov. Goedkopere Oost-Europese vervangers als Hagi, Kodro, Kornejev en Prosinečki mislukten onder Cruijffs bewind. Achteraf werd volgens Rexach vaak ten onrechte gedacht dat het systeem bepalend was voor het resultaat, terwijl de spelers degenen waren die wedstrijden moesten winnen. Ook het opstellen van zijn zoon Jordi en het binnenhalen van schoonzoon Angoy brachten Cruijff in moeilijkheden na beschuldigingen van nepotisme. Jordi kon het niveau nog bijhouden, maar Angoy kwam volgens de Spaanse media duidelijk tekort voor Barcelona. Núñez verhoogde de druk door Cruijff persoonlijk verantwoordelijk te stellen voor de tegenvallende resultaten en begon kritiek te leveren op zijn selectiebeleid. Op 18 mei 1996, de dag voor de een-na-laatste wedstrijd tegen Celta de Vigo, barstte de bom. De zaterdagkrant meldde die ochtend namelijk dat Bobby Robson als nieuwe trainer was gecontracteerd door Núñez en vicepresident Gaspart. Toen Cruijff bespeurde dat Barcelona in het geheim een breuk had geforceerd, raakte hij buiten zinnen. Hij zei dat het niet uit te leggen viel, waarna het gesprek met Núñez en Gaspart ontaardde in een pijnlijke ruzie. De breuk betekende het vertrek van Cruijff, die na 2.936 werkdagen werd ontslagen. Met zijn acht achtereenvolgende dienstjaren werd hij de langst zittende coach uit de clubgeschiedenis. Na zijn ontslag bleef Cruijff in het voetbal actief als adviseur, ambassadeur en analist. Een terugkeer als trainer of bondscoach kwam vaak ter sprake maar heeft nooit doorgang gevonden.

### Catalonië

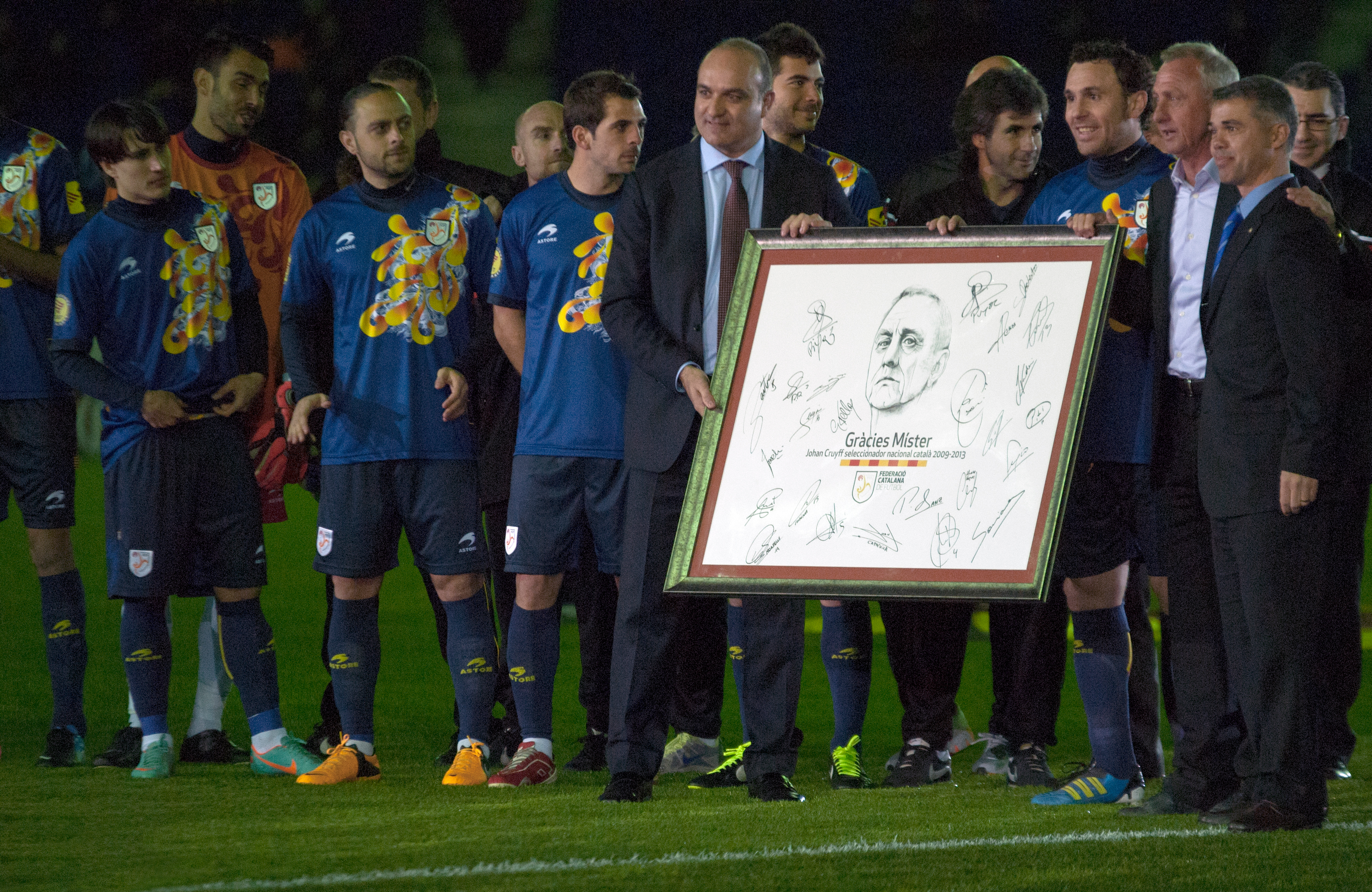
Bij het afscheid van Cruijff als bondscoach van de Catalaanse voetbalbond (2013)

Cruijff woonde sinds 1988 in Barcelona en had een zwak voor Catalonië. In 2006 ontving hij van de Catalaanse regering het Sint-Joriskruis, een van de hoogste onderscheidingen, als erkenning voor zijn verdiensten voor de regio. Cruijff is na zijn vertrek bij Barcelona nooit ingegaan op aanbiedingen van voetbalbonden of clubs, totdat hij in september 2009 door de Catalaanse voetbalbond gepolst werd voor het bondscoachschap van Catalonië. Hij besloot gehoor te geven aan het verzoek. Op 2 november werd zijn aanstelling wereldkundig gemaakt. Naast zijn rol als bondscoach van de autonome regio, ging hij ook andere werkzaamheden voor de voetbalbond verrichten om het Catalaanse voetbal verder te ontwikkelen. De Catalaanse nationale ploeg speelt slechts enkele wedstrijden per jaar en is niet aangesloten bij de FIFA of de UEFA, waardoor ze zich niet kan kwalificeren voor een eindtoernooi.
Vanuit Spanje werd getracht een oefeninterland met Oranje te regelen, maar vanwege de volle agenda wees de KNVB dit verzoek af. Cruijff debuteerde vervolgens op 22 december 2009 als bondscoach tegen Argentinië en boekte een 4-2-overwinning in het stadion Camp Nou. Tijdens het tweede optreden van Cruijff als bondscoach, ruim een jaar later tegen Honduras, werd door Catalonië opnieuw een ruime zege geboekt (4-0). Het derde duel onder Cruijffs leiding, op 30 december 2011 tegen Tunesië, eindigde in een doelpuntloos gelijkspel. Op 7 november 2012 liet Cruijff in een officiële verklaring weten dat hij tijdens de interland op 2 januari 2013 voor de laatste keer als bondscoach op de bank zou zitten. Tijdens het duel werd met 1-1 gelijk gespeeld tegen Nigeria. Hierdoor handhaafde Catalonië zijn ongeslagen status onder het bewind van Cruijff.

### Resultaten
| Team         | Nat                | Van             | Tot            | Balans | Balans | Balans | Balans | Balans |
| Team         | Nat                | Van             | Tot            | D      | W      | G      | V      | Win    |
| ------------ | ------------------ | --------------- | -------------- | ------ | ------ | ------ | ------ | ------ |
| Ajax         | Vlag van Nederland | 6 juni 1985     | 4 januari 1988 | 117    | 86     | 10     | 21     | 74%    |
| FC Barcelona | Vlag van Spanje    | 4 mei 1988      | 18 mei 1996    | 430    | 250    | 97     | 83     | 58%    |
| Catalonië    | Catalonië          | 2 november 2009 | 2 januari 2013 | 4      | 2      | 2      | 0      | 50%    |
| Totaal       | Totaal             | Totaal          | Totaal         | 551    | 338    | 109    | 104    | 61,34  |

Deze lijst is bijgewerkt tot en met de wedstrijd Catalonië - Nigeria (1-1) op 2 januari 2013.

## Erelijst en onderscheidingen
In een meer dan dertig jaar durende carrière won Cruijff als speler en als trainer vele prijzen. Zo is hij een van de slechts zeven voetballers die als speler én als trainer De Cup met de Grote Oren heeft gewonnen naast Muñoz, Trapattoni, Ancelotti, Rijkaard, Guardiola en Zidane. Bovendien duikt zijn naam regelmatig op in lijstjes van beste voetballers ooit, waaronder die van de FIFA, UEFA, IFFHS, AFS en tijdschriften als France Football en World Soccer. Ook werd hij opgenomen in diverse wereldelftallen van de twintigste eeuw, die vanaf begin jaren 80 wereldwijd verschenen.
Voor zijn bijzondere verdiensten op sportief en maatschappelijk vlak ontving Cruijff tweemaal een koninklijke onderscheiding. Na de verloren WK-finale werd Cruijff, evenals Michels en Fadrhonc, benoemd tot Ridder in de Orde van Oranje-Nassau, waarvoor hij de versierselen ontving van premier Den Uyl. Achtentwintig jaar later, op 10 april 2002, werd Cruijff bevorderd tot Officier in de Orde van Oranje-Nassau. Ook van diverse organisaties zoals de KNVB, UEFA, FIFA, Ajax en het ministerie van Welzijn, Volksgezondheid en Cultuur ontving hij hoge erkenningen. In 2004 werd Cruijff genomineerd voor de titel De grootste Nederlander. Daarbij eindigde hij, als enige nog levende Nederlander binnen de top tien, op de zesde plaats. Postuum kende het Spaanse ministerie van Onderwijs, Cultuur en Sport aan Cruijff de Gouden medaille in de koninklijke orde voor verdiensten in de sport toe.

### Speler
Ajax

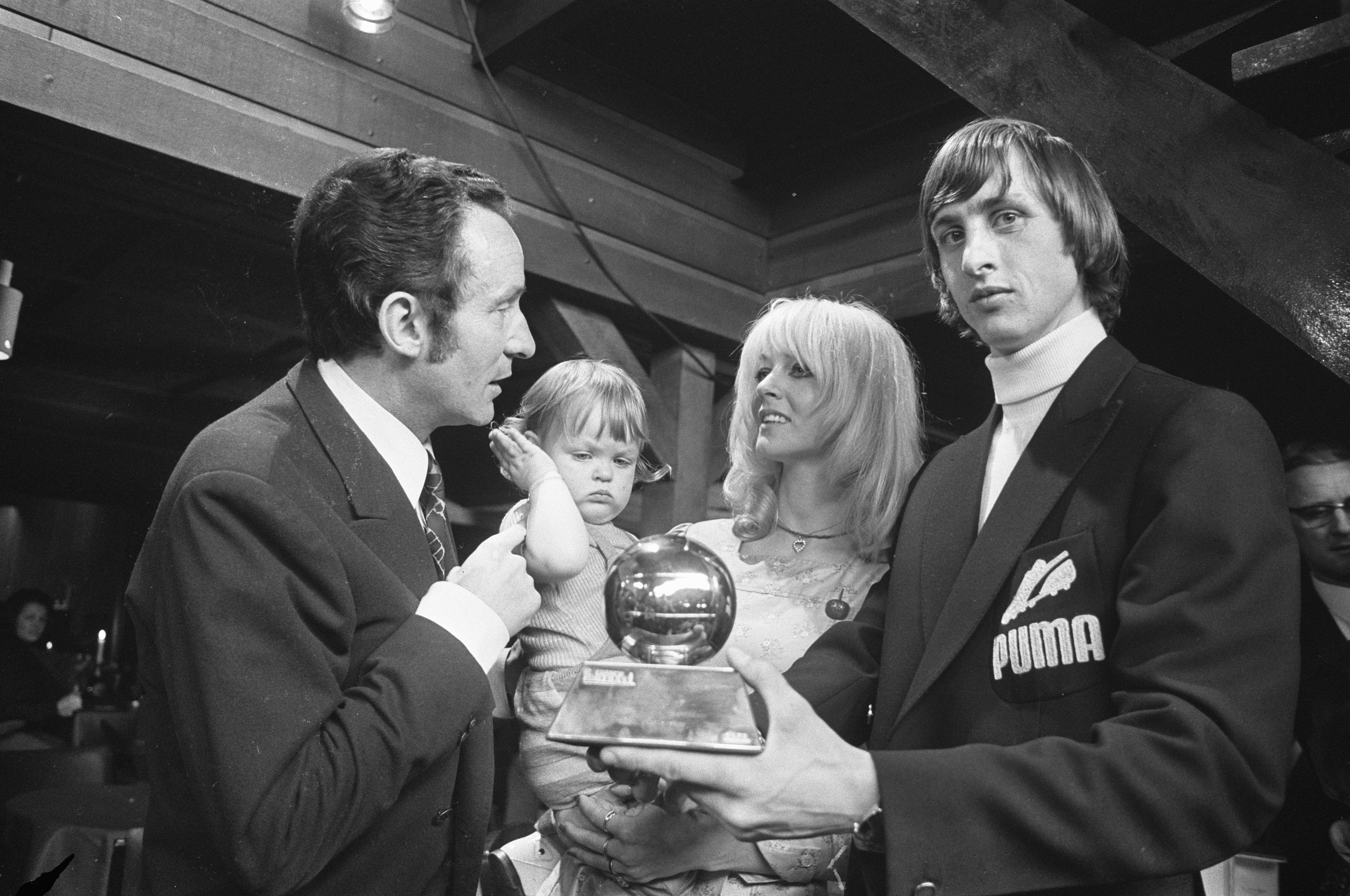
Johan Cruijff bij de uitreiking van de Ballon d'Or 1971 op 13 april 1972, 2 dagen voor de historische wedstrijd Feyenoord-Ajax 1-5.

- Eredivisie: 1965/66, 1966/67, 1967/68, 1969/70, 1971/72, 1972/73, 1981/82, 1982/83
- KNVB Beker: 1966/67, 1969/70, 1970/71, 1971/72, 1982/83
- Europacup I: 1971, 1972, 1973
- Wereldbeker voor clubteams: 1972 (In 1971 en 1973 weigerde Ajax de finale om de wereldbeker te spelen)
- Europese Supercup: 1972, 1973
- Intertoto Cup: poulewinnaar in 1968

 FC Barcelona
- Primera División: 1973/74
- Copa del Rey: 1977/78

 Feyenoord
- Eredivisie: 1983/84
- KNVB Beker: 1983/84

Individueel:
- Topscorer Eredivisie: 1966/67, 1971/72
- Nederlands voetballer van het jaar: 1968,[128] 1972,[129] 1984
- Sportman van het jaar: 1973, 1974
- Europees voetballer van het jaar: 1971, 1973, 1974
- Beste speler van het WK: 1974
- FIFA Wereldkampioenschap All-Star Team: 1974
- Beste voetballer van de Wereldbeker voetbal: 1972
- Beste buitenlandse voetballer van de Primera División: 1976/77, 1977/78
- NASL Most Valuable Player Award: 1979
- FIFA World Cup All-Time Team: 1994
- FIFA World Cup Dream Team: 2002
- FIFA Wereldteam van de 20e Eeuw
- FIFA 100
- World Soccer's Greatest XI of All Time: 2013
- World Soccer's The Greatest Players of the 20th Century: #3
- France Football's Speler van de Eeuw: #3
- IFFHS Europees Speler van de Eeuw: #1
- IFFHS Wereldspeler van de Eeuw: #2

### Trainer
Ajax
- KNVB Beker: 1985/86, 1986/87
- Europacup II: 1986/87

 FC Barcelona

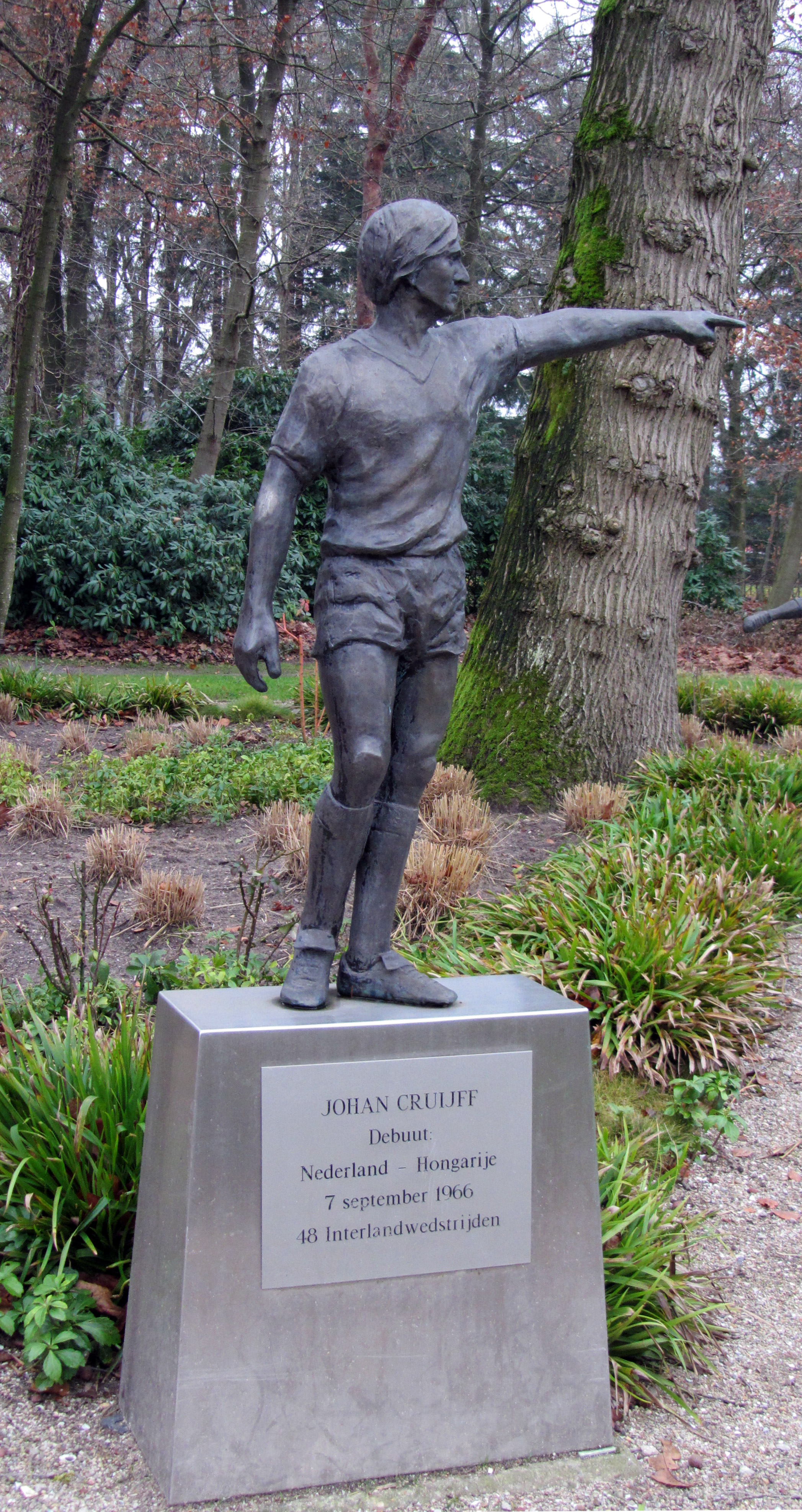
Standbeeld van Johan Cruijff op de KNVB campus

- Primera División: 1990/91, 1991/92, 1992/93, 1993/94
- Copa del Rey: 1989/90
- Supercopa de España: 1991, 1992, 1994
- Europacup II: 1988/89
- Europacup I: 1991/92
- Europese Supercup: 1992

Individueel:
- World Soccer Manager van het jaar: 1987
- Onze d'Or Manager van het jaar: 1992, 1994
- Beste trainer van de Primera División: 1990/91, 1991/92
- France Football 4e beste trainer aller tijden: 2019[130]
- World Soccer 28e beste trainer aller tijden: 2013

### Onderscheidingen
- Ridder in de Orde van Oranje-Nassau: 8 juli 1974
- Bondsridder van de KNVB: 28 oktober 1978
- Zilveren legpenning van de stad Amsterdam: november 1978
- Eerbewijs van de stad Los Angeles: december 1979
- Sport and Trade Award Ministerie van WVC: juli 1992
- Erelidmaatschap Ajax: 7 april 1999
- Officier in de Orde van Oranje-Nassau: 10 april 2002
- Golden player: november 2003
- Fanny Blankers-Koen Trofee: 9 december 2005
- Laureus Lifetime Achievement Award: 2005
- Sint-Joriskruis: 21 september 2006
- FIFA Order of Merit: 2010
- UEFA President's Award: 2013

### Jan van Beveren en Willy van der Kuijlen

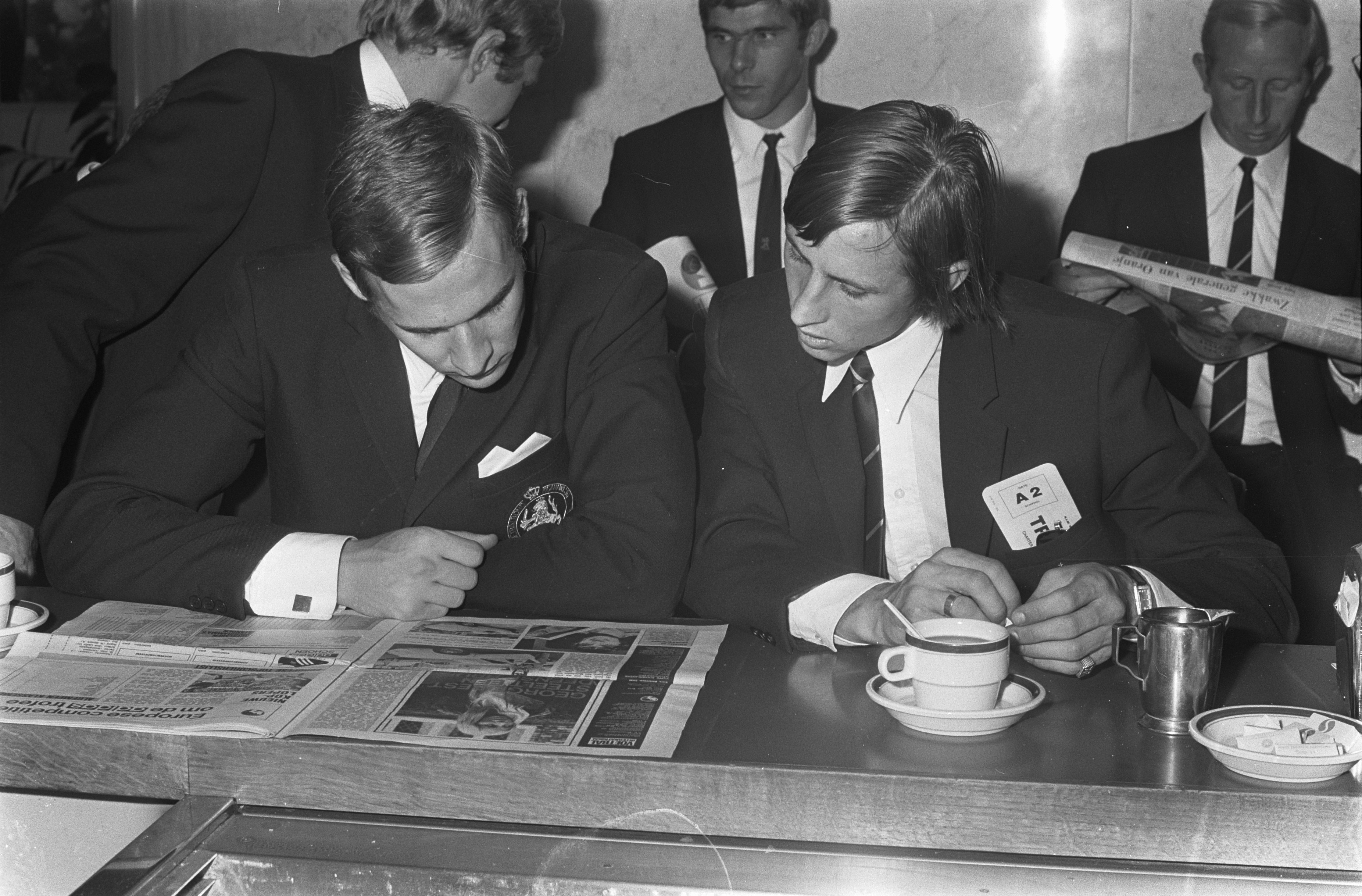
Jan van Beveren en Johan Cruijff (rechts) lezen de krant op Schiphol voor een interland tegen Engeland in 1970

### Mislukte terugkeer naar Ajax

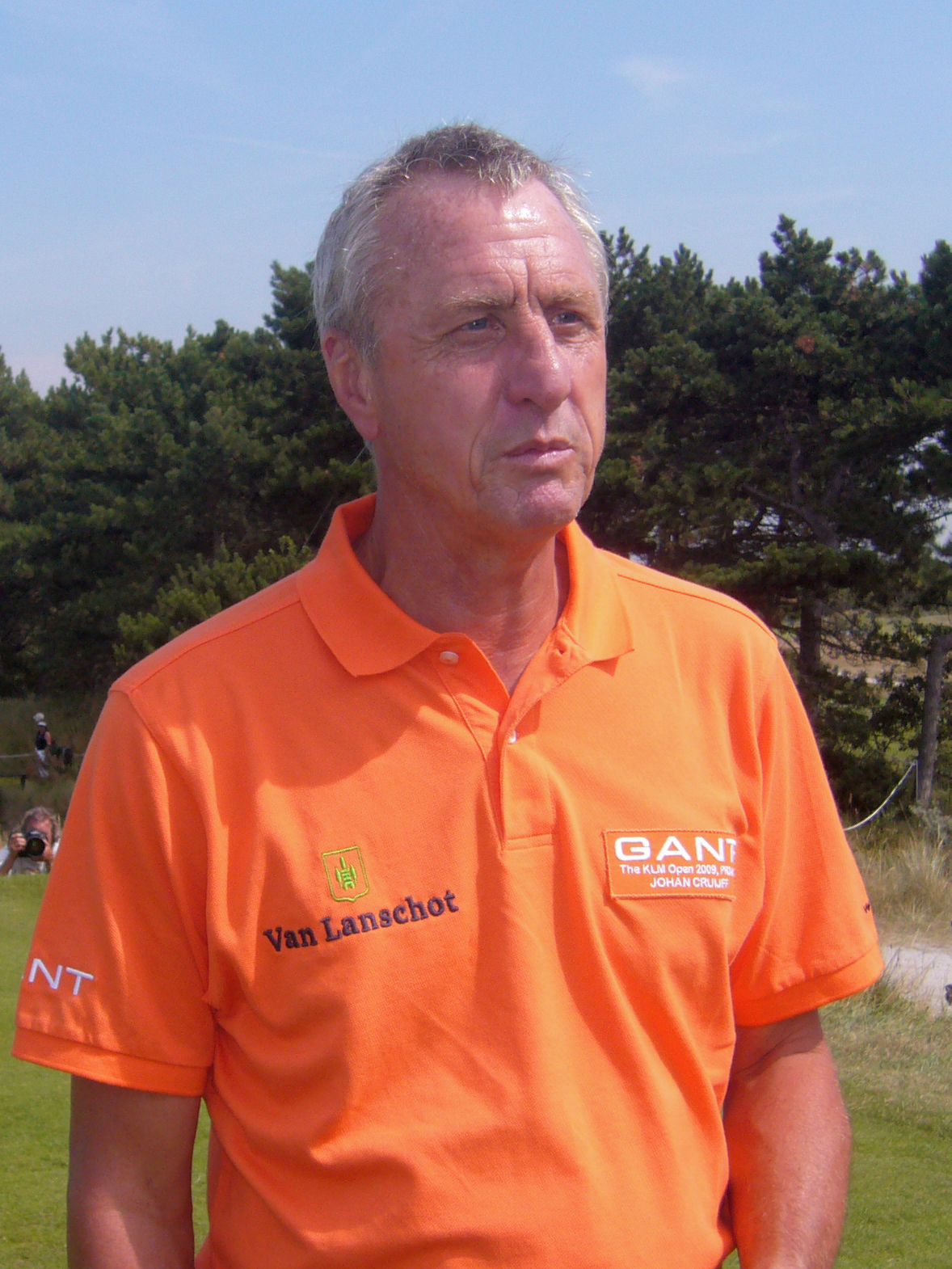
Johan Cruijff in 2009